# Campionato mondiale di Formula 1 2005
Il campionato mondiale di Formula 1 2005 organizzato dalla FIA è stata, nella storia della categoria, la 56ª stagione ad assegnare il campionato piloti e la 48ª ad assegnare il campionato costruttori. È iniziata il 6 marzo ed è terminata il 16 ottobre, dopo 19 gare.
Il titolo piloti è stato vinto per la prima volta dal pilota spagnolo Fernando Alonso, mentre il titolo costruttori è stato vinto anch'esso per la prima volta dalla Renault, scuderia per la quale ha corso lo stesso Alonso.

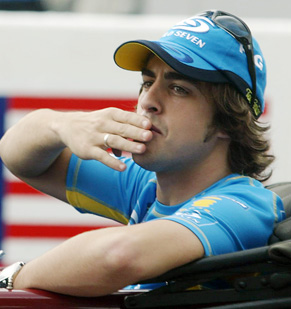
Fernando Alonso si aggiudica il suo primo titolo mondiale in carriera.

## La pre-stagione

### Il calendario
Rispetto alla stagione precedente, il calendario prevede un appuntamento in più rispetto alle gare in programma nel 2004: la novità è il Gran Premio di Turchia. Ciò rese questa stagione, all'epoca, con i suoi 19 gran premi, la stagione con il maggior numero di GP della storia (il record precedente erano i 18 del 2004).
| Gara | Nome ufficiale del Gran Premio       | Circuito                         | Sede         | Data         | Ora    | Ora   |       | Diretta TV           |
| Gara | Nome ufficiale del Gran Premio       | Circuito                         | Sede         | Data         | Locale | UTC   | ITA   | Diretta TV           |
| ---- | ------------------------------------ | -------------------------------- | ------------ | ------------ | ------ | ----- | ----- | -------------------- |
| 1    | Foster's Australian Grand Prix       | Albert Park Circuit              | Melbourne    | 6 marzo      | 14:00  | 03:00 | 04:00 | Rai 1                |
| 2    | Petronas Malaysian Grand Prix        | Sepang International Circuit     | Kuala Lumpur | 20 marzo     | 15:00  | 07:00 | 08:00 | Rai 1                |
| 3    | Gulf Air Bahrain Grand Prix          | Bahrain International Circuit    | Manama       | 3 aprile     | 14:30  | 11:30 | 13:30 | Rai 2 (in differita) |
| 4    | Gran Premio Foster's di San Marino   | Autodromo Enzo e Dino Ferrari    | Imola        | 24 aprile    | 14:00  | 12:00 | 14:00 | Rai 1                |
| 5    | Gran Premio Marlboro de España       | Circuito di Barcellona-Catalogna | Montmeló     | 8 maggio     | 14:00  | 12:00 | 14:00 | Rai 1                |
| 6    | Grand Prix de Monaco                 | Circuito di Monte Carlo          | Monaco       | 22 maggio    | 14:00  | 12:00 | 14:00 | Rai 1                |
| 7    | Grand Prix of Europe                 | Nürburgring                      | Nürburg      | 29 maggio    | 14:00  | 12:00 | 14:00 | Rai 1                |
| 8    | Grand Prix du Canada                 | Circuit Gilles Villeneuve        | Montréal     | 12 giugno    | 13:30  | 17:30 | 19:30 | Rai 1                |
| 9    | United States Grand Prix             | Indianapolis Motor Speedway      | Speedway     | 19 giugno    | 13:00  | 17:00 | 19:00 | Rai 1                |
| 10   | Grand Prix de France                 | Circuit de Nevers Magny-Cours    | Magny-Cours  | 3 luglio     | 14:00  | 12:00 | 14:00 | Rai 1                |
| 11   | Foster's British Grand Prix          | Silverstone Circuit              | Silverstone  | 10 luglio    | 13:00  | 12:00 | 14:00 | Rai 1                |
| 12   | Großer Mobil 1 Preis von Deutschland | Hockenheimring                   | Hockenheim   | 24 luglio    | 14:00  | 12:00 | 14:00 | Rai 1                |
| 13   | Marlboro Magyar Nagydíj              | Hungaroring                      | Mogyoród     | 31 luglio    | 14:00  | 12:00 | 14:00 | Rai 1                |
| 14   | Turkish Grand Prix                   | Istanbul Park                    | Tuzla        | 21 agosto    | 15:00  | 12:00 | 14:00 | Rai 1                |
| 15   | Gran Premio Vodafone d'Italia        | Autodromo nazionale di Monza     | Monza        | 4 settembre  | 14:00  | 12:00 | 14:00 | Rai 1                |
| 16   | Belgian Grand Prix                   | Circuito di Spa-Francorchamps    | Stavelot     | 11 settembre | 14:00  | 12:00 | 14:00 | Rai 1                |
| 17   | Grande Prêmio do Brasil              | Autódromo José Carlos Pace       | San Paolo    | 25 settembre | 14:00  | 17:00 | 19:00 | Rai 1                |
| 18   | Fuji Television Japanese Grand Prix  | Circuito di Suzuka               | Suzuka       | 9 ottobre    | 14:00  | 05:00 | 07:00 | Rai 1                |
| 19   | Sinopec Chinese Grand Prix           | Shanghai International Circuit   | Shanghai     | 16 ottobre   | 14:00  | 06:00 | 08:00 | Rai 1                |

### La presentazione delle vetture
| Costruttore                | Telaio       | Data lancio                          | Luogo lancio                   |
| -------------------------- | ------------ | ------------------------------------ | ------------------------------ |
| Scuderia Ferrari Marlboro  | F2004M F2005 | 25 febbraio                          | Maranello                      |
| Lucky Strike BAR Honda     | 007          | 16 gennaio                           | Barcellona                     |
| Mild Seven Renault F1 Team | R25          | 1º febbraio                          | Monaco                         |
| BMW Williams F1 Team       | FW27         | 7 gennaio (livrea) 31 gennaio (auto) | Valencia                       |
| Team McLaren Mercedes      | MP4-20       | 24 gennaio                           | Barcellona                     |
| Sauber Petronas            | C24          | 13 gennaio                           | -                              |
| Red Bull Racing            | RB1          | 3 marzo                              | Circuito di Jerez              |
| Panasonic Toyota Racing    | TF105 TF105B | 8 gennaio                            | Stazione di Barcellona Francia |
| Jordan Grand Prix          | EJ15 EJ15B   | 25 febbraio                          | Mosca                          |
| Minardi F1 Team            | PS04B PS05   | 3 marzo                              | Circuito Albert Park           |

### I test
Per ciò che concerne i test, la prima sessione si svolse a fine novembre, dal 24 al 26, sul circuito di Catalogna. Ne seguì una ad inizio dicembre, dall'1 al 4, svoltasi a Jerez de la Frontera. I parziali migliori vennero fatti registrare da Felipe Massa su Sauber il primo giorno, seguito da Trulli e le due McLaren.
I test ripresero dal 10 al 15 gennaio, sempre a Jerez, con impegnate Toyota, Renault, McLaren, Williams, Ferrari e Red Bull.
Nelle prime tre giornate di prove i parziali migliori vennero ottenuti da Mark Webber e Nick Heidfeld, mentre il giovedì i tempi più veloci furono fatti registrare dai piloti McLaren e da Zonta. Alla quinta giornata, poi, Alexander Wurz fece registrare il miglior tempo definitivo.
I test ripresero il 18 gennaio a Montmeló. A questa sessione parteciparono tutte le scuderie che avevano preso parte ai test di Jerez, ad eccezione di McLaren e Renault, che provarono a Valencia, insieme a Sauber e BAR. Sul circuito di Catalogna il più veloce fu Michael Schumacher, mentre Wurz fece registrare i tempi più rapidi sul tracciato valenzano.

### Accordi e fornitori
Dopo un 2004 largamente dominato dalla Ferrari, l'intervallo tra le due stagioni fu caratterizzato da aspre battaglie politiche riguardanti il rinnovo eventuale del Patto della Concordia, che regola il campionato. L'associazione dei costruttori GPWC, che avrebbe voluto organizzare un campionato alternativo rispetto alla gestione FOM di Bernie Ecclestone, continuò nei suoi progetti, fino al momento in cui la Ferrari lasciò l'organizzazione e firmò autonomamente il rinnovo. Ciò non interruppe i progetti della GPWC e quindi si creò una frattura nell'ambiente.
Nel frattempo Ecclestone era impegnato in battaglie legali con le banche azioniste che discutevano la sua gestione del gruppo Formula 1.
Contemporaneamente, spinta dalla doppia preoccupazione di ridurre i costi di gestione e di limitare la velocità delle vetture, la Federazione impose una serie di modifiche alle vetture, ma i risultati pratici verso questi obiettivi si rivelarono deludenti.

## Scuderie e piloti

### Scuderie
Non sono previsti cambiamenti nel numero delle scuderie presenti nel campionato, ma alcune cambiarono proprietà: la Ford cedette la Jaguar alla società Red Bull e la fabbrica di motori Cosworth a investitori americani; la Jordan fu venduta al gruppo Midland ma per la stagione continuò col vecchio nome. Infine la BMW acquistò il 49% della Williams. Il 2005 è anche l'ultima stagione in Formula 1 di tre scuderie: Jordan (diventata definitivamente Midland nel 2006), Minardi (diventata Toro Rosso nel 2006) e BAR (diventata Honda nel 2006). Anche per la Sauber fu l'ultima stagione come team indipendente prima della cessione a BMW, ma il team elvetico sarebbe poi tornato nel 2010 dopo il ritiro della casa tedesca.
La neonata Red Bull Racing corre con licenza britannica per il 2005 e per la stagione successiva.

### Piloti
La Ferrari conferma entrambi i piloti, il campione in carica Michael Schumacher e lo scudiero Rubens Barrichello; scelta analoga per la BAR motorizzata Honda, che conferma entrambi i piloti titolari, Jenson Button e Takuma Satō, nonché il terzo pilota Anthony Davidson.
La Renault conferma Fernando Alonso e ingaggia dalla Sauber-Petronas Giancarlo Fisichella. La Williams-BMW cambia entrambi i piloti: entrano nel team l'ex pilota della Jaguar Mark Webber e il tedesco Nick Heidfeld. Nella stagione il tedesco sarà sostituito da Antônio Pizzonia.
La McLaren-Mercedes sostituisce David Coulthard con il colombiano Juan Pablo Montoya, proveniente dalla Williams, e usa come terzi piloti lo spagnolo Pedro de la Rosa e l'austriaco Alex Wurz. Dopo l'addio di Giancarlo Fisichella, la Sauber ingaggia il campione del mondo 1997, Jacques Villeneuve, come compagno di Felipe Massa.
La neonata Red Bull-Cosworth ingaggia il veterano David Coulthard, e l'austriaco ex-Jaguar, Christian Klien. La Toyota ingaggia due tra i migliori piloti del circus, Ralf Schumacher e Jarno Trulli, mentre il terzo pilota diventa il brasiliano Ricardo Zonta. La Jordan-Toyota prende due debuttanti, per la sua ultima stagione in F1: il portoghese Tiago Monteiro (primo pilota lusitano in F1 dopo Pedro Lamy al Gran Premio del Giappone 1996) e l'indiano Narain Karthikeyan.
La Minardi-Cosworth prende Patrick Friesacher e l'ex pilota DTM Christijan Albers. Friesacher sarà sostituito, durante la stagione, dall'olandese Robert Doornbos.

### Tabella riassuntiva
Le seguenti squadre e piloti al Campionato mondiale di Formula 1 del 2005.
| Squadra                    | Costruttore      | Vettura      | Motore                                  | Gomme | Nº | Pilota               | GP           | Nº | Terzo Pilota                                                 | Test drivers                                                  |
| -------------------------- | ---------------- | ------------ | --------------------------------------- | ----- | -- | -------------------- | ------------ | -- | ------------------------------------------------------------ | ------------------------------------------------------------- |
| Scuderia Ferrari Marlboro  | Ferrari          | F2004M F2005 | Ferrari 054 3.0 V10 Ferrari 055 3.0 V10 | B     | 1  | Michael Schumacher   | Tutti        |    | non assegnato                                                | Luca Badoer Marc Gené                                         |
| Scuderia Ferrari Marlboro  | Ferrari          | F2004M F2005 | Ferrari 054 3.0 V10 Ferrari 055 3.0 V10 | B     | 2  | Rubens Barrichello   | Tutti        |    | non assegnato                                                | Luca Badoer Marc Gené                                         |
| Lucky Strike BAR Honda     | BAR-Honda        | 007          | Honda RA005E 3.0 V10                    | M     | 3  | Jenson Button        | 1–4, 7–19    |    | non assegnato                                                | Anthony Davidson Enrique Bernoldi Adam Carroll Tony Kanaan    |
| Lucky Strike BAR Honda     | BAR-Honda        | 007          | Honda RA005E 3.0 V10                    | M     | 4  | Takuma Satō          | 1, 3–4, 7–19 |    | non assegnato                                                | Anthony Davidson Enrique Bernoldi Adam Carroll Tony Kanaan    |
| Lucky Strike BAR Honda     | BAR-Honda        | 007          | Honda RA005E 3.0 V10                    | M     | 4  | Anthony Davidson     | 2            |    | non assegnato                                                | Anthony Davidson Enrique Bernoldi Adam Carroll Tony Kanaan    |
| Mild Seven Renault F1 Team | Renault          | R25          | Renault RS25 3.0 V10                    | M     | 5  | Fernando Alonso      | Tutti        |    | non assegnato                                                | Franck Montagny Lucas Di Grassi Robert Kubica Giorgio Mondini |
| Mild Seven Renault F1 Team | Renault          | R25          | Renault RS25 3.0 V10                    | M     | 6  | Giancarlo Fisichella | Tutti        |    | non assegnato                                                | Franck Montagny Lucas Di Grassi Robert Kubica Giorgio Mondini |
| BMW Williams F1 Team       | Williams-BMW     | FW27         | BMW P84/5 3.0 V10                       | M     | 7  | Mark Webber          | Tutti        |    | non assegnato                                                | Antônio Pizzonia Nico Rosberg Andy Priaulx Sebastian Vettel   |
| BMW Williams F1 Team       | Williams-BMW     | FW27         | BMW P84/5 3.0 V10                       | M     | 8  | Nick Heidfeld        | 1–14         |    | non assegnato                                                | Antônio Pizzonia Nico Rosberg Andy Priaulx Sebastian Vettel   |
| BMW Williams F1 Team       | Williams-BMW     | FW27         | BMW P84/5 3.0 V10                       | M     | 8  | Antônio Pizzonia     | 15–19        |    | non assegnato                                                | Antônio Pizzonia Nico Rosberg Andy Priaulx Sebastian Vettel   |
| Team McLaren Mercedes      | McLaren-Mercedes | MP4-20       | Mercedes FO110R 3.0 V10                 | M     | 9  | Kimi Räikkönen       | Tutti        | 35 | Pedro de la Rosa Alexander Wurz                              | Pedro de la Rosa Alexander Wurz Gary Paffett                  |
| Team McLaren Mercedes      | McLaren-Mercedes | MP4-20       | Mercedes FO110R 3.0 V10                 | M     | 10 | Juan Pablo Montoya   | 1–2, 5–19    | 35 | Pedro de la Rosa Alexander Wurz                              | Pedro de la Rosa Alexander Wurz Gary Paffett                  |
| Team McLaren Mercedes      | McLaren-Mercedes | MP4-20       | Mercedes FO110R 3.0 V10                 | M     | 10 | Pedro de la Rosa     | 3            | 35 | Pedro de la Rosa Alexander Wurz                              | Pedro de la Rosa Alexander Wurz Gary Paffett                  |
| Team McLaren Mercedes      | McLaren-Mercedes | MP4-20       | Mercedes FO110R 3.0 V10                 | M     | 10 | Alexander Wurz       | 4            | 35 | Pedro de la Rosa Alexander Wurz                              | Pedro de la Rosa Alexander Wurz Gary Paffett                  |
| Sauber Petronas            | Sauber-Petronas  | C24          | Petronas 05A 3.0 V10                    | M     | 11 | Jacques Villeneuve   | Tutti        |    | non assegnato                                                | non assegnato                                                 |
| Sauber Petronas            | Sauber-Petronas  | C24          | Petronas 05A 3.0 V10                    | M     | 12 | Felipe Massa         | Tutti        |    | non assegnato                                                | non assegnato                                                 |
| Red Bull Racing            | RBR-Cosworth     | RB1          | Cosworth TJ2005 3.0 V10                 | M     | 14 | David Coulthard      | Tutti        | 37 | Vitantonio Liuzzi Christian Klien Scott Speed                | Scott Speed Neel Jani                                         |
| Red Bull Racing            | RBR-Cosworth     | RB1          | Cosworth TJ2005 3.0 V10                 | M     | 15 | Christian Klien      | 1–3, 8–19    | 37 | Vitantonio Liuzzi Christian Klien Scott Speed                | Scott Speed Neel Jani                                         |
| Red Bull Racing            | RBR-Cosworth     | RB1          | Cosworth TJ2005 3.0 V10                 | M     | 15 | Vitantonio Liuzzi    | 4–7          | 37 | Vitantonio Liuzzi Christian Klien Scott Speed                | Scott Speed Neel Jani                                         |
| Panasonic Toyota Racing    | Toyota           | TF105 TF105B | Toyota RVX-05 3.0 V10                   | M     | 16 | Jarno Trulli         | Tutti        | 38 | Ricardo Zonta Olivier Panis                                  | Olivier Panis Ryan Briscoe Borja García                       |
| Panasonic Toyota Racing    | Toyota           | TF105 TF105B | Toyota RVX-05 3.0 V10                   | M     | 17 | Ralf Schumacher      | 1–8, 10–19   | 38 | Ricardo Zonta Olivier Panis                                  | Olivier Panis Ryan Briscoe Borja García                       |
| Panasonic Toyota Racing    | Toyota           | TF105 TF105B | Toyota RVX-05 3.0 V10                   | M     | 17 | Ricardo Zonta        | 9            | 38 | Ricardo Zonta Olivier Panis                                  | Olivier Panis Ryan Briscoe Borja García                       |
| Jordan Grand Prix          | Jordan-Toyota    | EJ15 EJ15B   | Toyota RVX-05 3.0 V10                   | B     | 18 | Tiago Monteiro       | Tutti        | 39 | Robert Doornbos Franck Montagny Nicolas Kiesa Sakon Yamamoto | Zsolt Baumgartner Nicky Pastorelli Mario Domínguez            |
| Jordan Grand Prix          | Jordan-Toyota    | EJ15 EJ15B   | Toyota RVX-05 3.0 V10                   | B     | 19 | Narain Karthikeyan   | Tutti        | 39 | Robert Doornbos Franck Montagny Nicolas Kiesa Sakon Yamamoto | Zsolt Baumgartner Nicky Pastorelli Mario Domínguez            |
| Minardi F1 Team            | Minardi-Cosworth | PS04B PS05   | Cosworth TJ2005 3.0 V10                 | B     | 20 | Patrick Friesacher   | 1–11         | 40 | Chanoch Nissany Enrico Toccacelo                             | Chanoch Nissany Juan Cáceres Roldán Rodríguez                 |
| Minardi F1 Team            | Minardi-Cosworth | PS04B PS05   | Cosworth TJ2005 3.0 V10                 | B     | 20 | Robert Doornbos      | 12–19        | 40 | Chanoch Nissany Enrico Toccacelo                             | Chanoch Nissany Juan Cáceres Roldán Rodríguez                 |
| Minardi F1 Team            | Minardi-Cosworth | PS04B PS05   | Cosworth TJ2005 3.0 V10                 | B     | 21 | Christijan Albers    | Tutti        | 40 | Chanoch Nissany Enrico Toccacelo                             | Chanoch Nissany Juan Cáceres Roldán Rodríguez                 |

## Circuiti e gare
Entra nel calendario il Gran Premio di Turchia, che rimarrà per ben 7 anni sino al 2011, per poi ritornare nel 2020.

## Riprese televisive
In Italia la Rai (cioè Rai 1 e Rai 2) continuò la sua offerta per la stagione di Formula 1, con la diretta esclusiva in chiaro di tutti i Gran Premi del campionato per quanto riguarda le qualifiche del sabato e la gara della domenica (ad eccezione quello del Bahrain che viene trasmessa in differita in seguito alla morte del Papa Giovanni Paolo II avvenuto il giorno prima).

## Modifiche al regolamento

### Regolamento tecnico

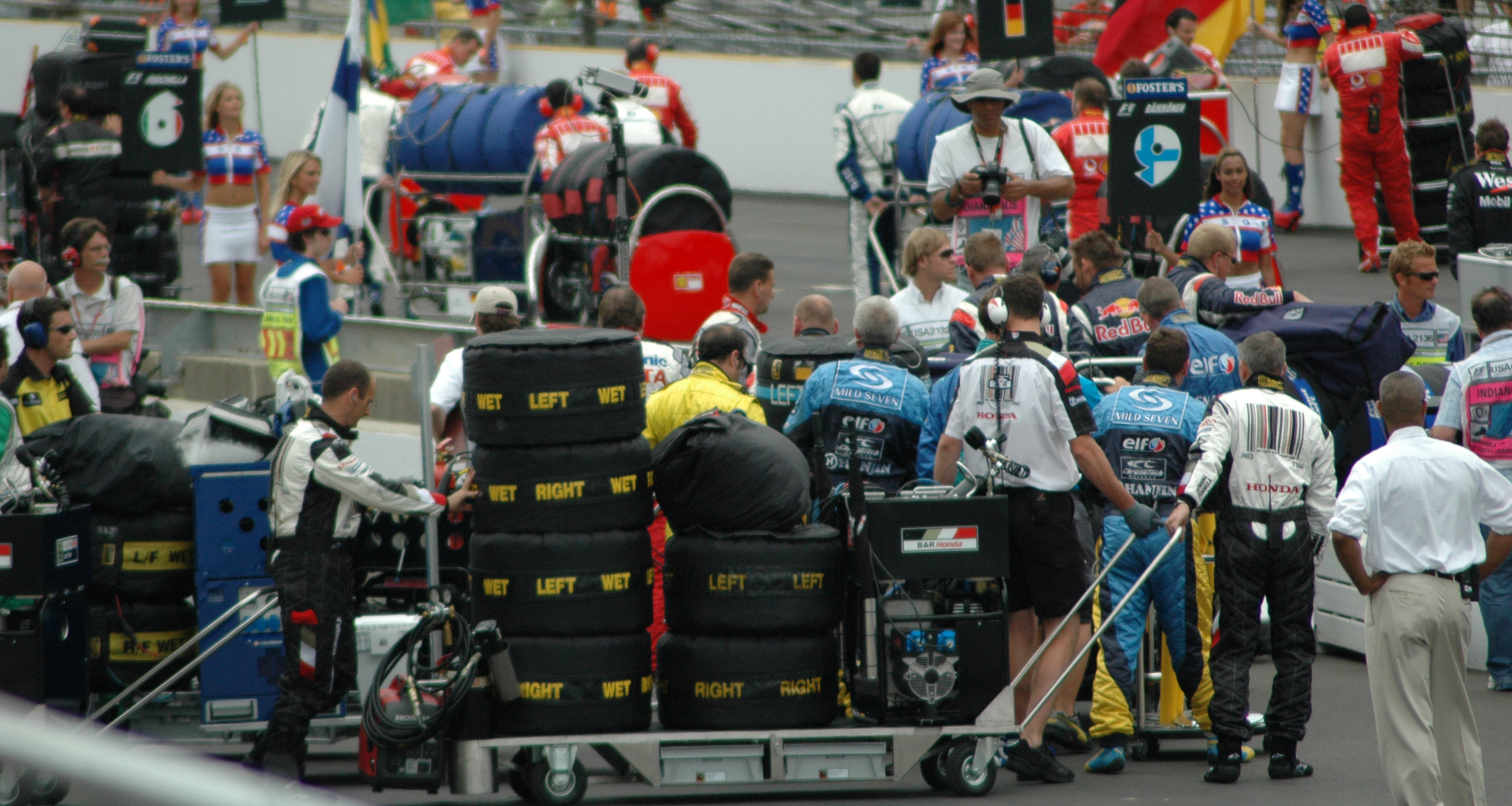
Vari treni di gomme sulla griglia di partenza del Gran Premio degli Stati Uniti d'America: proprio in occasione della gara statunitense il nuovo regolamento inerente all'utilizzo degli pneumatici darà vita ad uno dei più controversi Gran Premi della storia della Formula 1.

A partire da questa stagione il set di pneumatici usato dalle vetture dovrà durare per l'intero Gran Premio, comprese entrambe le sessioni di qualifica: si parla quindi di quasi 350 km contro i meno di 100 che un set doveva reggere nel 2004. Lo scopo è ovviamente quello di ridurre le prestazioni delle vetture. In seguito ad importanti incidenti, in particolar modo un cedimento della sospensione di Raikkönen,  fu deliberato che il cambio di uno pneumatico è consentito per motivi di sicurezza in presenza di danni. Regole particolari si applicano in caso di pioggia, consentendo il pit-stop per il cambio dei 4 pneumatici con una specifica da bagnato qualora la gara sia considerata bagnata.
Quanto ai motori, mentre nel 2004 un'unità doveva durare per l'intero weekend di un Gran Premio, si passa ora a propulsori che debbono durare due Gran Premi consecutivi. In caso di rottura o di sostituzione, il pilota viene penalizzato nel Gran Premio in corso o in quello successivo con una perdita di dieci posizioni sulla griglia di partenza. Provvedimenti furono poi presi per evitare ritiri nei pit prima della bandiera a scacchi per sostituire il motore prima dei due weekend previsti.
Oltre a questo, si aggiungono le modifiche ai regolamenti aerodinamici. Sono state introdotte, difatti, modifiche per ridurre le prestazioni delle vetture, rispetto al 2004.
Una delle modifiche riguarda l'ala anteriore, che viene alzata ulteriormente dal fondo stradale, come già era successo nel 2001. Anche l'ala posteriore subisce delle modifiche, ben visibili. Queste riduzioni di carico fanno sì che le vetture siano più veloci sui rettilinei, ma complessivamente più lente sul giro.
Nonostante le squadre abbiano rapidamente recuperato la velocità perduta, le prestazioni 2004, salvo rari casi, non sono mai state raggiunte.

### Regolamento sportivo
La modifica più sostanziale è un ulteriore cambiamento al formato delle prove di qualificazione che è poi stato cambiato ulteriormente durante il corso della stagione. Inizialmente si sono svolte due sessioni di giro singolo al sabato pomeriggio e alla domenica mattina, entrambe conteggiate per la definizione della griglia di partenza utilizzando la somma dei due tempi. Mentre nella prima sessione le vetture potevano girare con poco carburante, nella seconda dovevano avere a bordo il carburante necessario per il Gran Premio, così come già succedeva l'anno precedente; la somma dei tempi non era invece mai stata utilizzata nella storia della F1. Questo formato è stato giudicato troppo complicato da stampa e pubblico, e così a partire dal Gran Premio d'Europa (settima gara della stagione) si è tornati a un giro singolo da svolgersi il sabato pomeriggio, con a bordo il carburante e l'assetto per la gara.

## Riassunto della stagione

### Gran Premio d'Australia
La prima gara della stagione, a causa delle lotte politiche che agitano il paddock, si apre tra mille polemiche: la Minardi chiede una deroga per poter correre con la vettura dell'anno precedente, in quanto il nuovo regolamento tecnico è stato approvato troppo tardi per i suoi limitati mezzi tecnici: se inizialmente la deroga alla scuderia faentina sembra poter essere concessa, successivamente la FIA si oppone. Il proprietario della Minardi Paul Stoddart si rivolge alla magistratura ottenendo una ingiunzione che gli consenta di partecipare con le vetture della stagione precedente, ma successivamente ritorna sui suoi passi e accetta di ritirare l'ingiunzione e di fare rapide modifiche alle sue vetture.
La prima sessione di prove di qualifica è movimentata dalla pioggia e ha costretto alcuni piloti a non effettuare proprio il tempo o ad accumulare un pesante ritardo: il nuovo formato di qualifica esordisce dunque limitando moltissimo l'interesse per la seconda sessione, in cui diversi piloti rinunciano a partecipare. In prima fila si qualificano così due italiani, Fisichella su Renault e Trulli su Toyota.
In una gara impostata sul passo, Fisichella non ha problemi ad aggiudicarsi la vittoria: sul podio, accanto al pilota romano, si uniscono Barrichello su Ferrari e Alonso sull'altra Renault, entrambi autori di grandi rimonte dopo essere partiti da metà schieramento. Trulli conclude nono per problemi alle gomme, fuori dai giochi anche Michael Schumacher dopo un incidente con Nick Heidfeld. La Red Bull Racing al debutto conquista sette punti con entrambi i piloti, e sfiora il podio con Coulthard.

### Gran Premio della Malesia
La gara di Sepang ha confermato i valori visti in Australia, con le Renault in grande evidenza e le altre scuderie ad inseguire.
Se in Australia era stato Fisichella a conquistare il palcoscenico, a Sepang è Alonso a mettersi in luce, ottenendo la pole position nella giornata di sabato e poi la vittoria nella giornata di domenica: meno fortunata è la gara del compagno di squadra Fisichella, che esce di scena dopo una collisione con Webber mentre era in lotta per la terza posizione.
Il secondo posto è appannaggio di Jarno Trulli il quale, analogamente a quanto accaduto nella gara precedente, parte dalla prima fila, ma in questa occasione riesce a mantenere la sua posizione fino all'arrivo cogliendo il miglior risultato nella storia della Toyota. Terzo posto insperato per la Williams di Nick Heidfeld, deludono invece le Ferrari: Rubens Barrichello è costretto al ritiro per problemi di assetto, Michael Schumacher invece va a punti in settima posizione. Vanno ancora a punti le due Red Bull.

### Gran Premio del Bahrain
In vista dell'appuntamento bahreinita la Ferrari, per ovviare alla mancanza di risultati delle prime due gare, decide di anticipare l'esordio della nuova vettura: tale scelta premia Michael Schumacher, che ottiene il secondo posto in griglia dietro il solito Alonso su Renault e davanti ad un confermato Trulli su Toyota.
I primi giri della gara si caratterizzano per la lotta tra i due piloti in prima fila fino a quando il tedesco della Ferrari è costretto al ritiro al termine del tredicesimo giro per noie meccaniche. La gara procede quindi abbastanza tranquillamente, con Alonso che amministra l'ampio vantaggio sugli inseguitori portando la Renault alla terza vittoria in altrettante gare.
Alle spalle del pilota asturiano, come già successo in Malesia, si classificano le Toyota di Trulli e Ralf Schumacher, rispettivamente secondo e quarto al traguardo. Positiva anche la prova della progredita McLaren, i cui piloti si sono disimpegnati in alcune lotte molto serrate nelle posizioni intermedie della classifica: Räikkönen coglie l'ultimo gradino del podio mentre lo spagnolo de la Rosa, che sostituiva l'infortunato Montoya, chiude al quinto posto facendo segnare il giro più veloce in gara.
L'altra Ferrari di Barrichello giunge solo nona dopo un fine settimana disastroso, a dimostrazione dell'immaturità della nuova vettura. L'ultima volta che le Ferrari non andavano a punti era il Gran Premio del Brasile 2003. Noie meccaniche fermano sia lo sfortunato Fisichella che entrambe le BAR. Vanno infine a punti Webber, Massa e di nuovo Coulthard. I tre piloti nel podio non aprirono lo champagne per rispetto della morte di Papa Giovanni Paolo II avvenuta il giorno prima.

### Gran Premio di San Marino

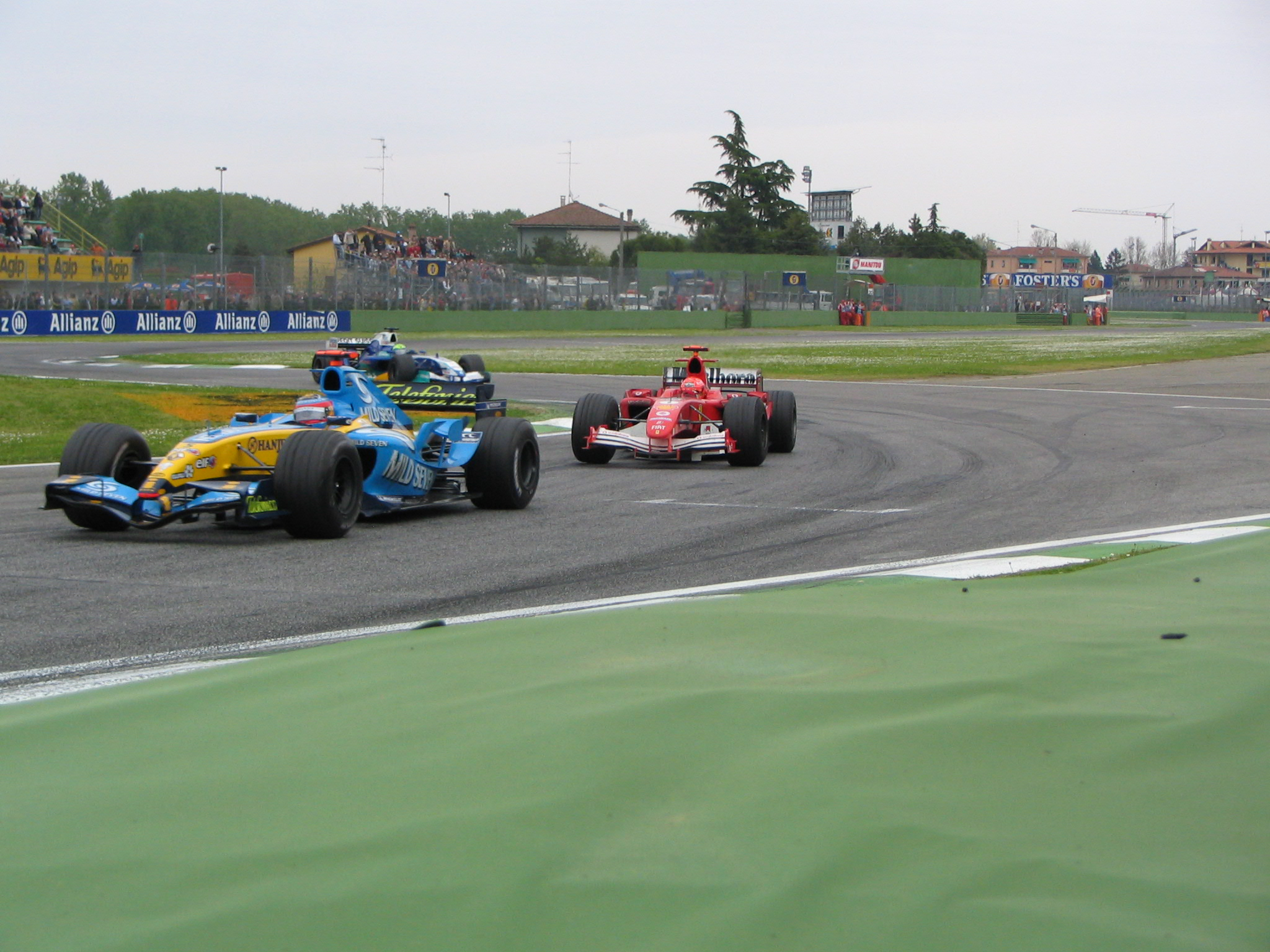
Una fase del duello tra Michael Schumacher e Fernando Alonso durante il Gran Premio di San Marino.

L'avvio della stagione europea sul circuito di Imola vede, oltre alla conferma della Renault, il ritorno ai massimi livelli delle due scuderie che più avevano deluso nei primi Gran Premi, ovvero la Ferrari e la BAR.
Nelle qualifiche è Kimi Räikkönen sulla McLaren a conquistare la pole position, davanti ad Alonso e Jenson Button: la Ferrari di Michael Schumacher, a causa di un errore durante le prove, è solo 13ª. Al via Räikkönen mantiene la prima posizione guadagnano subito un buon margine prima di essere costretto al ritiro dopo pochi giri a causa di un guasto. Stessa sorte del finlandese per Rubens Barrichello, mentre Fisichella va a sbattere alla curva Tamburello, in seguito al problema al posteriore.
Alonso eredita la testa della corsa e sembra avviarsi verso un'altra vittoria solitaria, dato che Button alle sue spalle non riesce a tenere il ritmo del pilota spagnolo. Dalle retrovie però Michael Schumacher riesce a recuperare posizioni su posizioni con una serie di giri velocissimi prima e dopo il primo pit stop fino a raggiungere la terza posizione. Schumacher, non senza faticare, supera Button subito prima del secondo pit stop e all'uscita dei box è solo pochi secondi dietro Alonso. Il tedesco raggiunge lo spagnolo ma non riesce, nei restanti giri che mancano al termine della corsa, a superarlo: per Alonso si tratta della terza vittoria consecutiva, la quarta della Renault in quattro gare. Al termine della gara Ralf Schumacher è stato penalizzato di 25" venendo così declassato dall'ottavo posto a causa di una manovra pericolosa effettuata in corsia box durante un pit stop: la Toyota ha rinunciato a ricorrere in appello, permettendo così a Vitantonio Liuzzi di andare a punti al suo debutto in Formula 1 con la Red Bull, che nelle prime quattro gare è sempre andata a punti. Schumacher avrebbe concluso al sesto posto dopo le squalifiche comminate alla BAR.
Button giunge terzo mentre il suo compagno Takuma Satō termina al quinto posto, anche se a causa di un sistema non regolamentare nel serbatoio le vetture anglo-statunitensi verranno trattenute per molte ore dai commissari per delle verifiche tecniche al termine delle quali verranno comunque giudicate regolari. La FIA ricorrerà in appello in merito a tale decisione e il 5 maggio la squadra verrà squalificata per aver corso sottopeso. Il terzo posto viene così ereditato da Alexander Wurz, al ritorno in gara dopo più di quattro anni per sostituire l'infortunato Juan Pablo Montoya.

#### La squalifica della BAR

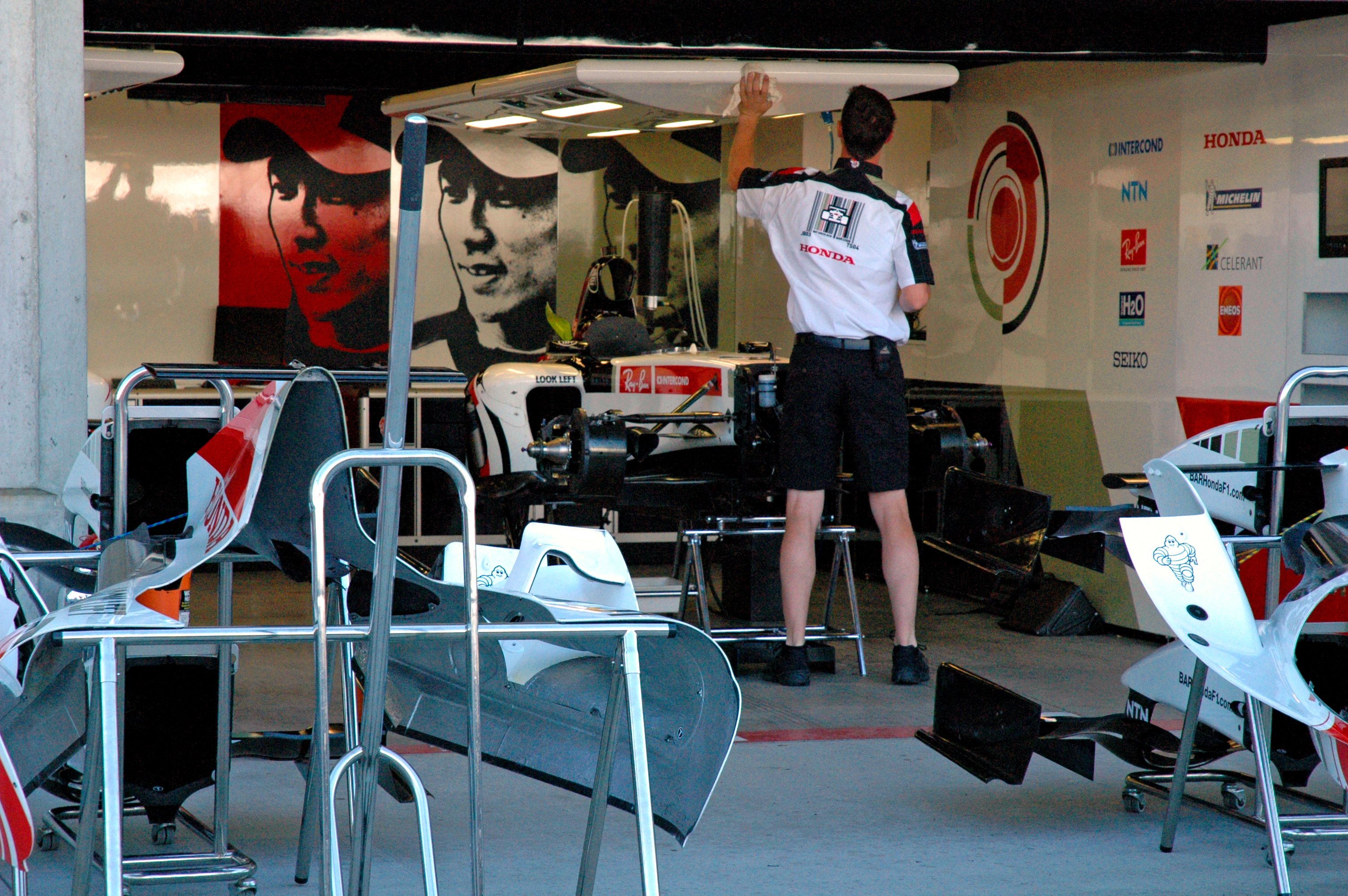
Il box della BAR: la scuderia gestita da Nick Fry venne squalificata al termine del Gran Premio di San Marino in quanto le monoposto erano state dotate di un serbatoio supplementare grazie al quale il carburante era impiegato anche come zavorra, pratica non permessa dal regolamento, permettendo potenzialmente di correre sottopeso in alcuni tratti di gara.

Dopo la gara era rimasta pendente la regolarità delle BAR di Button e Satō: all'arrivo erano risultate conformi al peso minimo di 600 kg con a bordo la benzina rimasta, ma sotto il limite una volta che tutti i liquidi erano stati rimossi; i commissari di gara avevano convalidato la regolarità della vettura dopo una lunga discussione, ma la FIA aveva ricorso in appello contro questa decisione.
Il Tribunale d'appello della FIA si è riunito il 4 maggio a Parigi e il giorno successivo ha dichiarato che effettivamente la scuderia anglo-statunitense aveva violato il regolamento tecnico e per questo motivo era stata squalificata dal Gran Premio di San Marino, esclusa dai due successivi in Spagna e Monaco oltre che comminata di un'ulteriore squalifica di sei mesi sospesa con la condizionale. La FIA aveva chiesto l'esclusione da tutto il campionato 2005. Venne riscontrato che la BAR avesse due serbatoi addizionali all'interno della struttura principale del serbatoio, utilizzati per garantire un'alta pressione di iniezione del carburante nel motore; alle verifiche tecniche la vettura era effettivamente al di sopra del peso minimo anche a vuoto, ma questo includendo i circa 6 kg di carburante rimasti nel serbatoio addizionale che non erano stati svuotati durante la verifica. La squadra aveva affermato che quel minimo di carburante nel serbatoio addizionale era essenziale per il funzionamento stesso del motore e che la procedura di drenaggio si applicava solo al serbatoio principale.
Il delegato tecnico della FIA Jo Bauer aveva già visionato il dispositivo della BAR durante il Gran Premio della Malesia e lo aveva trovato regolare, ma il vero motivo della squalifica dovrebbe riguardare l'uso di questo carburante extra come zavorra in modo da poter correre in certi momenti della gara sotto i 600 kg di peso, cosa vietata dal regolamento. Inoltre, la Federazione ha accusato la squadra di non avere collaborato adeguatamente durante le verifiche tecniche, sconfessando quindi il lavoro dei commissari del Gran Premio di San Marino che avevano accettato la vettura come regolare. Esaurito l'iter giudiziario sportivo, c'era la possibilità che la BAR ricorresse alla giustizia civile aprendo un forte contenzioso con la Federazione, ma questa opzione è stata poi abbandonata.

### Gran Premio di Spagna
Sul circuito di Montmeló, dove le vetture provano spesso prima e durante la stagione, la McLaren rompe il predominio delle Renault e consegue la prima vittoria dell'anno con Kimi Räikkönen, che parte dalla pole position e vince in scioltezza senza mai cedere il comando. Il leader del campionato e idolo locale Fernando Alonso è secondo e consolida la sua leadership nella classifica mondiale davanti alle due Toyota. Invece le Ferrari non sono state all'altezza neanche in questa gara: Michael Schumacher ha per ben due volte forato i propri pneumatici Bridgestone costringendolo al ritiro, mentre Barrichello finisce nono e fuori dalla zona punti.

### Gran Premio di Monaco
Nel primo Gran Premio di Monaco dopo la morte del Principe Ranieri III si evidenzia la ritrovata superiorità delle McLaren, con Kimi Räikkönen che parte nuovamente in pole position e conduce la gara dall'inizio alla fine. La gara è stata molto più combattuta di quello che solitamente si vede a Montecarlo, anche a causa dell'ingresso, dopo circa un terzo della corsa, della safety car a seguito di un testacoda occorso alla Minardi di Christijan Albers che aveva generato un ingorgo nella stretta sede stradale non altrimenti risolvibile. In questa situazione alcuni piloti sono riusciti a fare rifornimento avvantaggiandosi rispetto agli altri: se a prima vista di ciò sembra aver giovato anche Fernando Alonso nella rimonta su Räikkönen, in realtà il pilota della Renault patisce il traffico in pista mentre Räikkönen può ricostruire il vantaggio perduto e rifornire a sua volta senza perdere la posizione. Inoltre l'eccesso di carburante a bordo della vettura di Alonso conduce ad un'eccessiva usura degli pneumatici della Renault verso la fine della gara, che costringe il pilota spagnolo a rallentare il ritmo. Della crisi di Alonso si avvantaggiano le Williams, che conquistano le rimanenti posizioni del podio e il miglior risultato della stagione. La seconda McLaren di Juan Pablo Montoya è 5ª dopo essere partita dall'ultima posizione a causa di una punizione inferta al pilota, che aveva causato un incidente durante le prove libere. Completano la zona punti Ralf Schumacher su Toyota e, nell'ordine, le Ferrari di Michael Schumacher e Barrichello.

### Gran Premio d'Europa
A partire da questa gara viene di nuovo cambiato il formato delle prove di qualificazione: si ritorna ad un giro singolo il sabato in assetto da gara. Nick Heidfeld su Williams conquista a sorpresa la sua prima pole position della carriera, ma l'exploit è giustificato dal fatto che il tedesco ha imbarcato meno carburante a bordo avendo una tattica di gara su tre soste. Secondo è Kimi Räikkönen su McLaren, ma con due sole soste previste; solo sesto Fernando Alonso su Renault.
Alla partenza prende subito la testa Räikkönen davanti ad Heidfeld, Jarno Trulli, David Coulthard e Alonso: da segnalare un incidente innescato da Mark Webber (costretto al ritiro) alla prima curva che coinvolge diverse vetture tra cui la McLaren di Juan Pablo Montoya e le due Ferrari, che perdono molto tempo. Trulli verrà poi penalizzato con un drive through perché prima della partenza i suoi meccanici si sono attardati sulla griglia; sorte analoga per Coulthard che subisce una penalità per eccesso di velocità nella corsia dei box dopo essere stato brevemente in testa grazie al gioco dei rifornimenti.
Mentre nelle posizioni centrali la gara è molto combattuta, Räikkönen prende un buon vantaggio e imposta la sua gara scambiandosi il comando con Heidfeld e Alonso (risalito fino al secondo posto grazie alla differente strategia) durante i rifornimenti. Dopo la sequenza dei rifornimenti la competizione per la vittoria è ristretta a Räikkönen e Alonso: la dura lotta a distanza conduce entrambi i piloti a commettere degli errori, comprese alcune escursioni fuori pista. Negli ultimi giri risulta evidente che la McLaren di Räikkönen ha uno pneumatico Michelin anteriore estremamente deformato, probabilmente a causa dei sopracitati errori e della mescola più tenera di quella scelta dalla Renault; nonostante le fortissime vibrazioni il finlandese decide di non fermarsi ai box e di tentare di arrivare al traguardo mentre Alonso recupera a vista d'occhio.
Proprio all'inizio dell'ultimo giro la sospensione anteriore della McLaren cede di schianto a causa delle vibrazioni e così Räikkönen esce di pista lasciando la vittoria alla Renault. Secondo è Heidfeld, terzo Rubens Barrichello su Ferrari che ha risalito il gruppo grazie ad una tattica su tre soste, quarto Coulthard che continua a portare punti alla Red Bull, quinto Michael Schumacher.

### Gran Premio del Canada

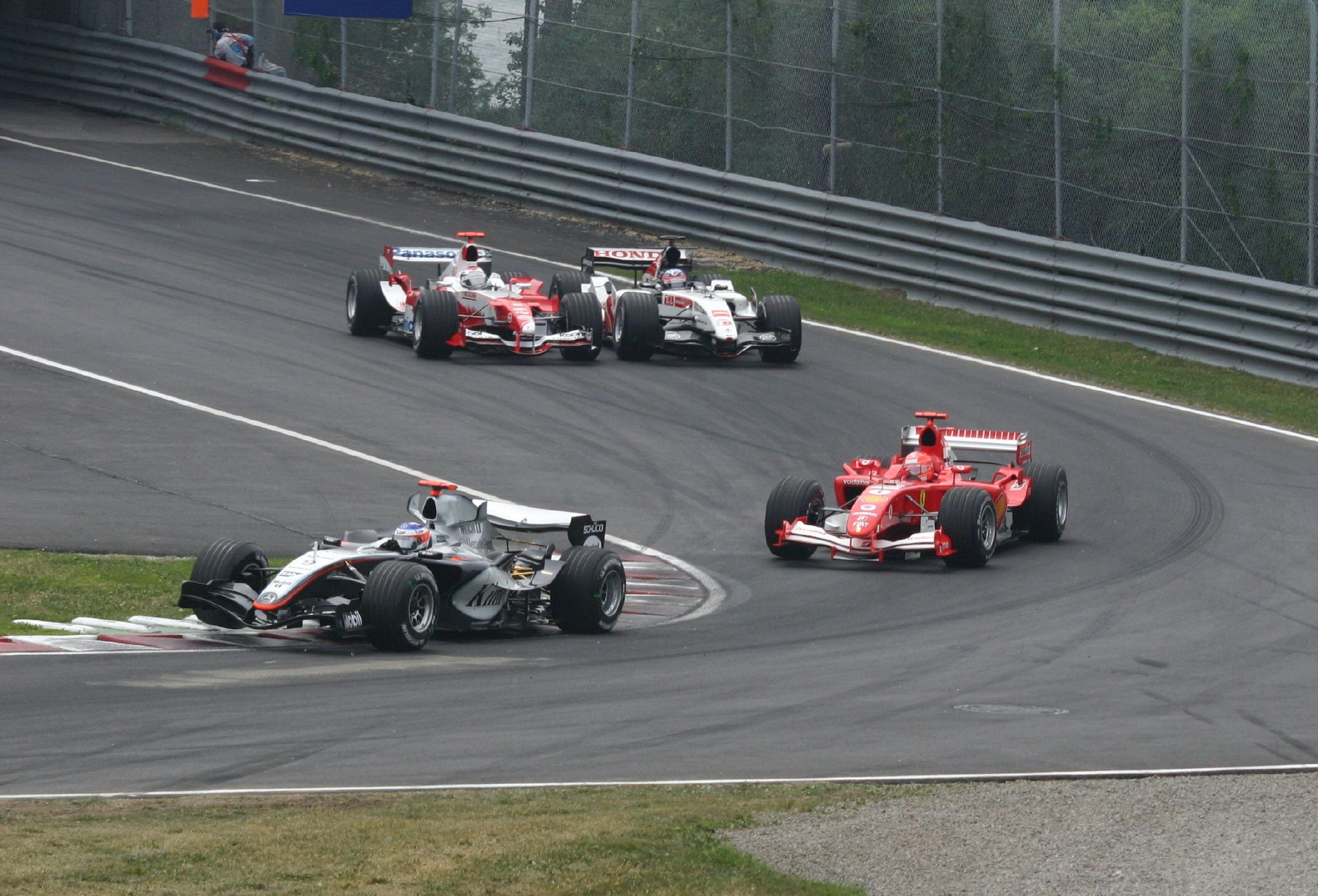
Räikkönen precede M. Schumacher mentre Trulli effettua un sorpasso su Satō: il pilota italiano sarà costretto al ritiro a pochi giri dal termine a causa di un malfunzionamento ai freni.

Nella prima gara della doppia trasferta nordamericana la prima fila dello schieramento viene occupata da due vetture che non hanno brillato nei Gran Premi precedenti: in pole position la BAR di Jenson Button, che ritorna alla ribalta dopo la squalifica comminatale al Gran Premio di San Marino, seconda è la (fin qui molto deludente) Ferrari di Michael Schumacher. Sia Button sia Schumacher hanno però disputato le qualifiche in assetto da gara e su una strategia a tre soste, quindi con meno carburante delle Renault dietro di loro che partivano per due soste.
Alla partenza Button viene superato da entrambe le Renault di Giancarlo Fisichella e Fernando Alonso, così come Schumacher che si vede scavalcato anche alle McLaren di Juan Pablo Montoya e Kimi Räikkönen. Dopo la prima tornati di rifornimenti la gara sembra incanalarsi verso una lotta tra le due Renault e le due McLaren, ma le monoposto francesi si ritirano entrambe in un lasso di tempo brevissimo: il primo a fermarsi è Fisichella per problemi idraulici, poco dopo lo segue Alonso che danneggia una sospensione dopo una toccata ad uno dei muri del circuito. La testa della corsa è ereditata da Montoya, che sembra poter restare saldamente al comando, ma al 47º giro Button in terza posizione sbatte al Muro dei Campioni portando così all'ingresso in pista della safety car.
Durante la procedura di uscita quasi tutti i piloti riescono a fare l'ultimo rifornimento, ma essendo il box della McLaren occupato da Räikkönen il leader Montoya deve aspettare un giro cosicché si trova a uscire dai box dopo il proprio pit stop proprio mentre sfila il serpentone delle vetture guidate dalla safety car, mentre il semaforo della corsia box è rosso. Il pilota colombiano riparte in seconda posizione ma per questa infrazione viene prontamente squalificato.
Negli ultimi giri si ritira mentre era terzo anche Jarno Trulli con la Toyota e così, dietro al vincitore Räikkönen, trovano un'inaspettata doppietta sul podio dopo una difficile prima metà di stagione le Ferrari.

### Gran Premio degli Stati Uniti d'America

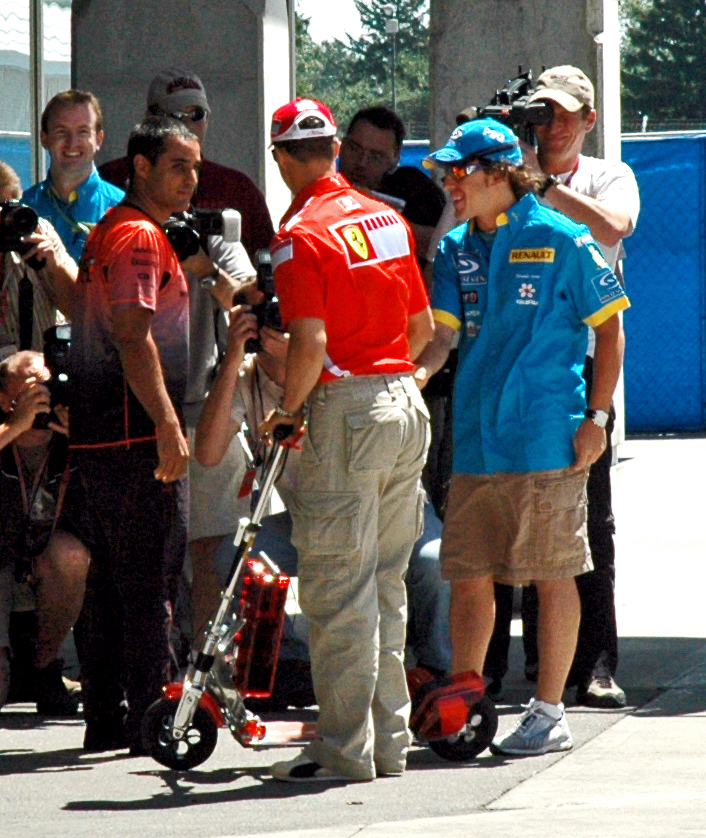
Juan Pablo Montoya, Michael Schumacher e Fernando Alonso discutono tra loro in una pausa del controverso Gran Premio statunitense.

L'appuntamento statunitense si rivela uno dei più controversi della cinquantennale storia della Formula 1: nel corso della sessione di prove libere del venerdì la Toyota di Ralf Schumacher, a causa del cedimento di uno pneumatico, è protagonista di un pauroso incidente che ha costretto il pilota tedesco a non prendere parte alla gara. A seguito di tale episodio sono nati dei dubbi sul fatto che gli pneumatici Michelin potessero terminare la gara: preoccupato dall'eventualità di un difetto di costruzione, il costruttore francese ha consigliato alle sue squadre di non prendere parte alla gara e di modificare le regolazioni delle vetture.
Nella sessione di qualificazione del sabato Jarno Trulli ha comunque conquistato la prima pole position della storia della squadra giapponese ma il giorno della gara, pochi minuti prima della partenza, si è venuto a creare un vero e proprio scontro tra la Michelin e la FIA: le squadre dotate degli pneumatici francesi hanno dichiarato che non avrebbero preso il via con le gomme usate durante le prove, in quanto c'era la forte possibilità che le stesse non avrebbero retto alle sollecitazioni indotte dalla curva numero 13, ovvero la curva sopraelevata dell'ovale che ospita la 500 Miglia di Indianapolis, usata dalla Formula 1 come ultima curva prima del rettilineo d'arrivo. Tra le soluzioni proposte si fece strada quella di utilizzare un nuovo tipo di gomme fatte arrivare apposta dalla fabbrica in Francia, che in un secondo tempo venne comunque definita non sicura dalla stessa Michelin: in seconda battuta venne proposto di modificare il tracciato con una chicane in modo da ridurre la velocità d'ingresso all'ultima curva. La FIA non accettò nessuna delle due proposte per non togliere validità al Gran Premio, pertanto le vetture gommate Michelin si schierarono in griglia, ma dopo il giro di formazione rientrarono ai box non prendendo così parte alla gara. Il fatto che le vetture gommate Michelin abbiano compiuto il giro di formazione non deve essere comunque interpretato come un modo per dare validità al Gran Premio, dato che l'art. 17 del Regolamento Sportivo della Formula 1 recita che un evento può essere cancellato se meno di dodici vetture sono disponibili per esso; dato che l'evento inizia con le verifiche tecniche del giovedì, a cui si sono presentate tutte le scuderie, la gara è stata quindi disputata dalle tre scuderie gommate dalla Bridgestone, le due Ferrari, le due Jordan e le due Minardi.

La vittoria, l'unica in tutta la stagione, come largamente prevedibile, è andata a Michael Schumacher davanti al compagno di squadra Rubens Barrichello: l'unico momento d'incertezza è stato quando il tedesco, all'uscita dai box, ha quasi sfiorato il brasiliano rischiando di mettere fine alla gara di entrambi. Sul podio sale anche la Jordan di Tiago Monteiro, che alla premiazione esulta al contrario dei piloti della Ferrari, che abbandonano il palco dopo gli inni nazionali. Alle spalle del portoghese terminano Narain Karthikeyan, che diventa il primo pilota indiano a punti nella storia della Formula 1, e le due Minardi di Albers e Friesacher. 

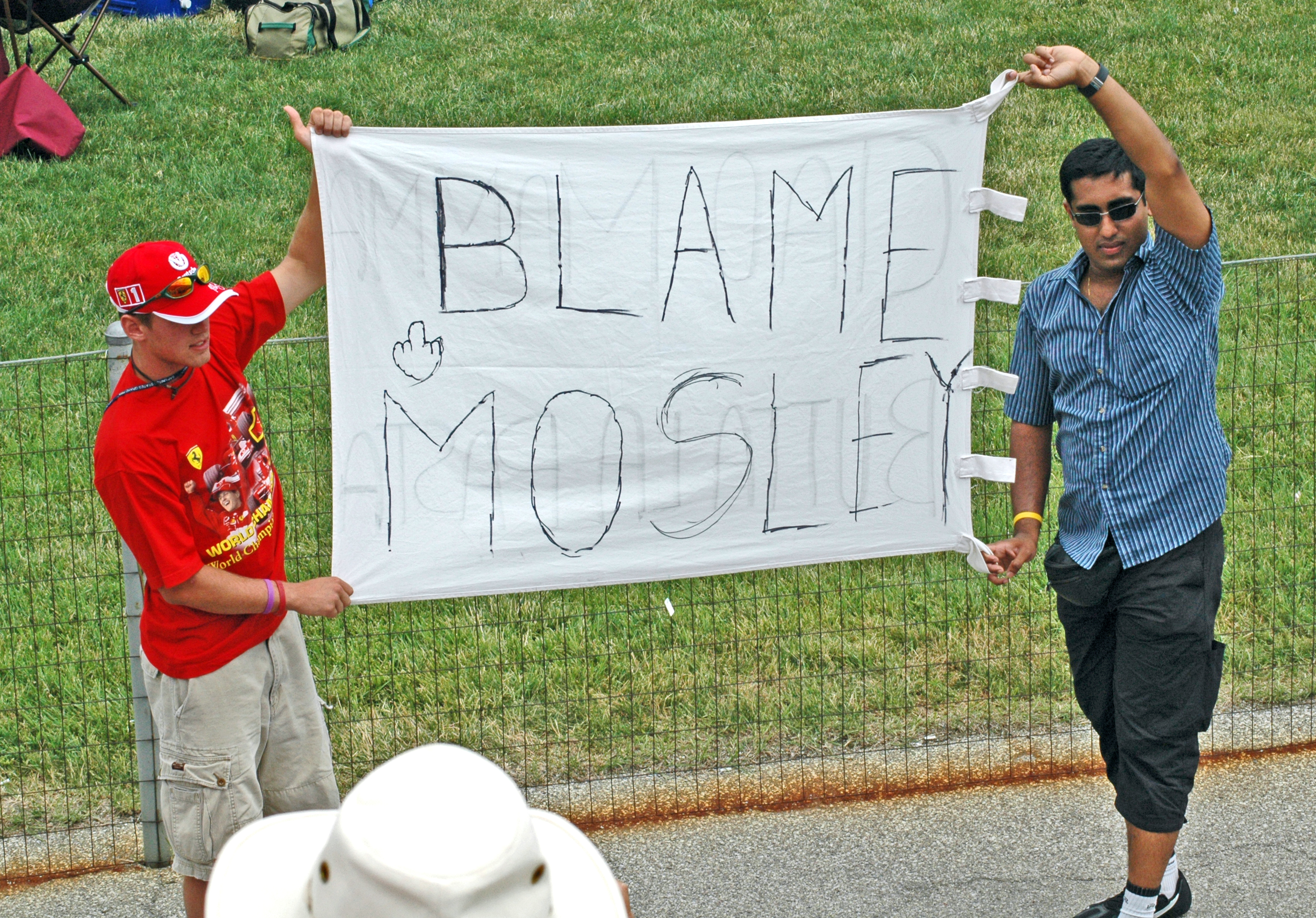
Spettatori statunitensi addossano la colpa di quanto successo al presidente della FIA Max Mosley.

La Michelin risarcì poi tutti i biglietti dell'evento e offrì ventimila biglietti per il Gran Premio del 2006 distribuiti fra gli spettatori del Gran Premio del 2005.

### Gran Premio di Francia
Dopo l'imprevedibile esito dell'appuntamento statunitense, il ritorno in Europa ha riportato ad una sorta di normalità i valori tecnici visti nelle gare precedenti: la Renault e la McLaren hanno confermato quanto già fatto vedere nelle precedenti occasioni, mentre la Ferrari ha confermato (in parte) l'estemporaneità del successo ottenuto negli Stati Uniti d'America e del doppio podio canadese.
Fernando Alonso, alla stregua di quanto già fatto nei primi appuntamenti stagionali, ha dominato la gara qualificandosi in pole position e costruendo già nella prima parte di gara un ampio margine di vantaggio. Alle spalle della Renault guidata dal pilota spagnolo è giunto Kimi Räikkönen, che ha invece dovuto risalire dal centro dello schieramento a causa della penalizzazione di dieci posizioni sulla griglia di partenza inflittagli per la sostituzione del motore.
Sul gradino più basso del podio giunge la Ferrari di Michael Schumacher, tornata (forse tardivamente) a buoni livelli di competitività tanto in gara quanto in prova grazie anche alla crescita degli pneumatici Bridgestone, che hanno recuperato dopo i problemi sofferti dai rivali Michelin negli Stati Uniti d'America. Da segnalare anche la gara di Jenson Button, che ha colto i primi punti stagionali per la BAR. Gara disastrosa per la McLaren di Juan Pablo Montoya, costretto al ritiro per un guasto all'impianto idraulico mentre occupava la terza posizione, e per la Renault di Giancarlo Fisichella, penalizzata da una serie di problemi occorsi in entrambi i pit stop.

### Gran Premio di Gran Bretagna
Alonso ottiene la pole position ma non riesce a bissare il successo francese in quanto Juan Pablo Montoya conquista la prima vittoria con la McLaren: il colombiano, autore di un ottimo spunto dalla seconda fila, si è portato al comando nel corso dei primi giri e ha poi controllato il resto della gara nonostante i ripetuti tentativi di rimonta del rivale spagnolo.
In una gara che ha visto un unico ritiro, quello di Karthikeyan, Alonso riesce comunque ad allungare in classifica sul suo più immediato inseguitore, Kimi Räikkönen: penalizzato di dieci posizioni sulla griglia di partenza a causa della rottura del motore Mercedes, il finlandese è risalito fino al terzo posto, complice anche un errore ai box nel corso della sosta di Giancarlo Fisichella, ma ha comunque visto il suo distacco aumentare di due lunghezze nei confronti di Alonso.
Jenson Button, partito in prima fila con la BAR, ha concluso al quinto posto confermando il buono stato di forma della scuderia anglo-statunitense, capace di terminare davanti alle Ferrari e alle Toyota. La lotta per le rispettive classifiche vede la Renault e la McLaren precede con un largo margine la Ferrari, matematicamente ancora in corsa ma piuttosto distante in termini di resa prestazionale.

### Gran Premio di Germania
Kimi Räikkönen ottiene la pole position davanti a Button, le due Renault di Alonso e Fisichella, Michael Schumacher, le due Williams di Webber e Heidfeld, Satō, Trulli e Klien. Juan Pablo Montoya, a causa di un errore all'ultima curva del giro di qualificazione mentre stava probabilmente conquistando la prima fila, è costretto a partire dall'ultima posizione in griglia.
In una giornata che sembrava destinata ad essere trionfale, la McLaren vede allontanarsi sempre di più le speranze di vittoria nel campionato a causa dell'ennesimo ritiro per noie meccaniche occorso a Räikkönen, mentre occupava la prima posizione. Fernando Alonso ha approfittato ancora una volta delle disavventure del finlandese portando la sua Renault alla vittoria, dopo aver occupato la seconda posizione per gran parte della gara a breve distanza da Räikkönen.
Alle spalle dello spagnolo giungono Montoya, autore di una grande rimonta dopo essere partito dal fondo dello schieramento, e Jenson Button, che porta la BAR sul podio per la prima volta in stagione. Giancarlo Fisichella giunge al quarto posto dopo essere rimasto a lungo bloccato nelle retrovie a causa di una partenza non felice e dopo un contatto durante il primo giro che aveva danneggiato i suoi freni posteriori: il pilota italiano precede Michael Schumacher, autore di una buona partenza ma incapace di mantenere il ritmo dei piloti di testa. Il pilota tedesco vede aumentare vertiginosamente il suo distacco in classifica da Alonso e vede sempre più ridotte le possibilità di difendere il suo titolo.

### Gran Premio d'Ungheria
La Ferrari di Michael Schumacher, quasi fuori dalla lotta per il titolo seppur in ripresa nelle gare estive europee, conquista la prima pole position della stagione grazie ad un ridotto carico di benzina: similmente alla scuderia italiana anche la McLaren di Kimi Räikkönen, costretto a scendere in pista per primo nella sessione di qualificazione, imbarca un carico di benzina ridottissimo che gli consente di qualificarsi al quarto posto. In leggera difficoltà le due Renault, che scatteranno rispettivamente dalla terza e quinta fila.
Data la tortuosità del circuito, che rende estremamente difficili i sorpassi, la gara si rivela poco spettacolare e tattica: al via Schumacher, che corre su una strategia a tre soste, riesce a mantenere la testa seguito da Montoya e Räikkönen mentre più indietro Alonso danneggia l'alettone anteriore dopo un contatto con Ralf Schumacher.
Schumacher mantiene il comando seguito a breve distanza da Räikkönen che segue, alla pari del tedesco, una strategia a tre soste. Montoya, che segue invece una strategia a due soste, sopravanza entrambi a metà gara prima di ritirarsi a causa di un guasto al cambio. In occasione della seconda sosta programmata Räikkönen supera Schumacher riuscendo a guadagnare un margine tale per cui nell'ultima parte della gara deve solo controllare il margine per andare a vincere davanti alla Ferrari del tedesco e le due Toyota. Le Williams, in difficoltà da diverse gare, giungono a punti così come il giapponese Satō, che raccoglie per la prima volta in stagione dei punti.
Una gara che sulla carta doveva essere favorevole alle Renault si risolve invece nella prima vera sconfitta dell'anno per la squadra anglo-francese, mai competitiva tra prove e gara: Alonso continua in pratica solo per onore di firma, giungendo doppiato e fuori dai punti, mentre Fisichella, autore di una sosta nel corso dell'ultimo giro giunge al nono posto.

### Gran Premio di Turchia
Nella gara turca la lotta al titolo tra Räikkonen e Alonso si fa sempre più dura. Il pilota finlandese ha conquistato la quinta pole position stagionale, accanto a Fisichella e Alonso. Alla partenza Räikkonen parte bene e invece Fisichella compie un fuori pista che perde l'alettone posteriore e Alonso passa al secondo posto.
Räikkonen non ha mai abbandonato la testa della corsa grazie a tre soste, ottenendo la quinta vittoria stagionale davanti ad Alonso. Terzo posto per Montoya, che a tre giri dal termine è stato tamponato dal doppiato Monteiro, invece quarto Fisichella grazie ad una rimonta. Invece le Ferrari non sono state all'altezza: Michael Schumacher (quasi fuori dalla lotta al titolo) è costretto al ritiro dopo essere stato tamponato da Webber al quindicesimo giro e Barrichello è finito solo decimo e fuori dai punti. Le Williams hanno fatto altrettanto: con Webber ritirato con le conseguenze della collisione con Schumacher e Heidfeld per una foratura alla gomma anteriore destra.

### Gran Premio d'Italia

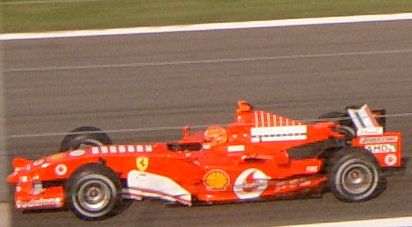
M. Schumacher alla guida della sua vettura in occasione del Gran Premio d'Italia: l'appuntamento italiano segna la fine della sua difesa al titolo, che deteneva ininterrottamente dal 2000.

A partire dalla prima sessione di prove libere del sabato la Williams di Nick Heidfeld, sofferente di mal di testa a seguito di un incidente occorsogli durante i test svoltisi sul circuito la settimana precedente, viene affidata ad Antônio Pizzonia.
Kimi Räikkönen viene nuovamente penalizzato dalla scarsa affidabilità della sua McLaren, estremamente veloce ma altrettanto fragile, non riuscendo a massimizzare il risultato in una pista a lui favorevole. Un guasto al motore Mercedes durante le prove libere ne ha reso infatti necessaria la sostituzione, costringendo il pilota finlandese a vedersi comminata una penalizzazione di dieci posizioni in griglia rendendo così inutile la pole position conquistata in pista, trasformatasi in un undicesimo posto in griglia di partenza.
La vittoria è andata al compagno di squadra Juan Pablo Montoya, che ha guidato la gara per tutta la sua durata e che negli ultimi giri ha dovuto gestire un problema ad uno pneumatico difettoso non dissimile a quello verificatosi precedentemente sulla vettura di Räikkönen. L'appuntamento italiano risulta pertanto estremamente favorevole a Fernando Alonso, secondo classificato al traguardo: il pilota spagnolo della Renault mette infatti una seria ipoteca al titolo, dovendo gestire un margine di ventisette lunghezze a quattro prove dal termine.
Sul podio sale anche Giancarlo Fisichella, che precede proprio Räikkönen: la possibile rimonta del pilota finlandese, partito con una tattica impostata su una sola sosta a differenza della maggioritaria strategia a due soste, viene resa vana prima dal traffico incontrato durante i primi giri e poi da un problema ad uno pneumatico che lo costringe ad una sosta aggiuntiva per la sostituzione. La solida prova delle Toyota, entrambe a punti grazie ad una corsa regolare, si contrappone a quella disastrosa delle Ferrari, entrambe fuori dai punti nella gara di casa. Coglie invece un inaspettato settimo posto il brasiliano Pizzonia, alla guida della Williams al posto dell'infortunato Nick Heidfeld.
Tutti i piloti hanno tagliato il traguardo, senza nessun ritiro, migliorando il record stabilito a Silverstone. Proprio nella gara di "casa", Michael Schumacher, a cinque anni di distanza, è matematicamente fuori dalla lotta per il titolo dovendo recuperare più di cinquanta punti da Alonso a sole quattro gare dal termine.

### Gran Premio del Belgio
Juan Pablo Montoya ottiene la pole position davanti al compagno di squadra: la seconda fila avrebbe dovuto vedere Giancarlo Fisichella al terzo posto, ma la sostituzione del propulsore ha catapultato il pilota italiano in tredicesima posizione. Per via della graduatoria scalata il suo posto è stato preso da Trulli, a sua volta seguito da Alonso, Ralf Schumacher, Michael Schumacher, Massa, Button, Webber e Sato.
Al mattino uno scroscio di pioggia bagna la pista e costringe i piloti a partire con le gomme intermedie. Le McLaren di Juan Pablo Montoya e Kimi Räikkönen scattano bene davanti a Jarno Trulli, Fernando Alonso e Michael Schumacher. Nel corso del decimo giro Giancarlo Fisichella perde il controllo della sua Renault in uscita della curva Eau Rouge andando a sbattere violentemente contro le barriere di protezione. Entra la Safety car e tutti ne approfittano per effettuare il rifornimento.
Alcuni piloti, come Mark Webber e Michael Schumacher, provano l'azzardo montando le gomme da asciutto, ma la scelta si rivela errata. Il tedesco rientra subito dopo per cambiare di nuovo gli pneumatici, ma all'inizio del tredicesimo giro il giapponese Sato lo tampona a La Source.
A seguito dell'incidente di Fisichella Ralf Schumacher, fermatosi un giro prima dell'ingresso della vettura di sicurezza, si ritrova in seconda posizione alle spalle della McLaren di Montoya, ma al termine del ventiquattresimo giro il tedesco si ferma inspiegabilmente per montare le gomme da asciutto quando la pista è però ancora molto bagnata: appena uscita dai box, la Toyota effettua un fuoripista perdendo numerose posizioni.
Montoya e Räikkönen si scambiano la posizione dopo i rispettivi pit stop mentre Alonso, alle loro spalle, controlla la terza posizione che attualmente occupa senza forzare, ma a quattro tornate dal termine Montoya, intento a doppiare Pizzonia, viene clamorosamente a contatto con il brasiliano ritirandosi: il ritiro del colombiano permette ad Alonso di ereditare la seconda posizione e il terzo posto alla BAR di Jenson Button, che precede la Williams di Mark Webber e la Ferrari di Rubens Barrichello.

### Gran Premio del Brasile
Alonso ottiene a sorpresa la pole position grazie ad un carico minore di benzina oltre che all'errore di Kimi Räikkönen nel corso del suo giro cronometrato: il finlandese ha clamorosamente sbagliato la frenata alla prima curva, bloccando vistosamente le ruote anteriori e perdendo quasi un secondo a vantaggio del rivale. Le Ferrari, ancora una volta, hanno provato a contenere il proprio svantaggio nei confronti delle scuderie di punta, ottenendo risultati discreti.
La domenica il circuito si presenta umido a causa di un temporale notturno, ma la partenza è data asciutta: al via Juan Pablo Montoya, scattato dalla seconda posizione, prende il comando e lo mantiene nei primi giri seguito dal compagno di squadra Räikkönen: il colombiano riesce a mantenere costante il vantaggio sul compagno di squadra per tutta la gara, cedendo la prima posizione esclusivamente in occasione dei pit stop. Sempre nella partenza ci fu un incidente tra Pizzönia, Coulthard e Trulli, provocando l'uscita immediata della safety-car.
Una leggera pioggia comincia a cadere poco dopo la metà della gara, ma la pista non si bagna e le posizioni restano consolidate fino alla bandiera a scacchi: la gara brasiliana consacra allora Fernando Alonso come il più giovane campione del mondo della storia della Formula 1, in una corsa che ha ripetuto il copione di molte delle gare recenti. La McLaren si è confermata la vettura più veloce della griglia ottenendo, per la prima volta in stagione, una doppietta, ma al pilota spagnolo è bastato giungere a podio per conquistare il titolo.
Nelle posizioni di rincalzo, una buona ma tardiva prestazione della Ferrari permette a Michael Schumacher e Rubens Barrichello di ottenere rispettivamente il quarto e sesto posto, intervallati dall'italiano Giancarlo Fisichella.

### Gran Premio del Giappone
La pioggia caduta copiosamente nel corso delle qualifiche del sabato ha rimescolato le carte in tavola e costretto alcuni dei maggiori protagonisti come Fernando Alonso, Kimi Räikkönen e Juan Pablo Montoya a partire dal fondo della griglia. La pole position è andata così a sorpresa alla Toyota di Ralf Schumacher, che ha preceduto Button, Giancarlo Fisichella e Klien.
Alla partenza il giapponese Sato arriva lungo alla prima curva e si tocca con Barrichello, costringendo entrambi a rientrare ai box per le riparazioni, mentre poco dopo Montoya affianca Jacques Villeneuve sul rettilineo d'arrivo ma il canadese, nel tentativo di resistere all'attacco del colombiano, costringe il pilota della McLaren ad andare fuori pista sbattendo poi contro le barriere: la safety car scende in pista per qualche giro e alla ripartenza Ralf Schumacher si trova in testa davanti a Fisichella mentre Jarno Trulli è suo malgrado vittima di una manovra troppo aggressiva del giapponese Sato, che tampona l'italiano e per tale manovra verrà escluso dall'ordine d'arrivo.
Il tedesco della Toyota, penalizzato da una strategia a tre soste non particolarmente redditizia, perde alcune posizioni con l'avanzare della gara mentre Fisichella, superato Schumacher, mantiene il comando. L'interesse si sposta sulla rimonta di Alonso e Räikkönen, che risalgono lo schieramento grazie alle prestazioni superiori delle rispettive vetture nonostante abbiano alcune difficoltà a superare alcuni concorrenti difficili.
Entrambi si trovano infatti a dover superare, più di una volta, l'esperto campione uscente Michael Schumacher e il combattivo Klien: proprio l'austriaco è protagonista di un episodio con Alonso, che riesce a superarlo all'ultima variante tagliando leggermente la chicane. Dai box i commissari comunicano alla Renault di cedere nuovamente la posizione a Klien, anche se a fine gara i giudici ammetteranno di aver commesso un errore in quanto a termini di regolamento la manovra di Alonso doveva essere considerata corretta.
Le strategie riguardo ai rifornimenti permettono a Räikkönen di issarsi alle spalle di Fisichella ma davanti alla Williams di Mark Webber, Alonso e Jenson Button sulla BAR. Mentre la rimonta di Räikkönen si conclude con un spettacolare sorpasso all'ultimo giro su Fisichella che lo porta sul gradino più alto del podio dopo essere partito diciassettesimo, Alonso riesce a superare Webber ottenendo così il terzo posto.

### Gran Premio di Cina

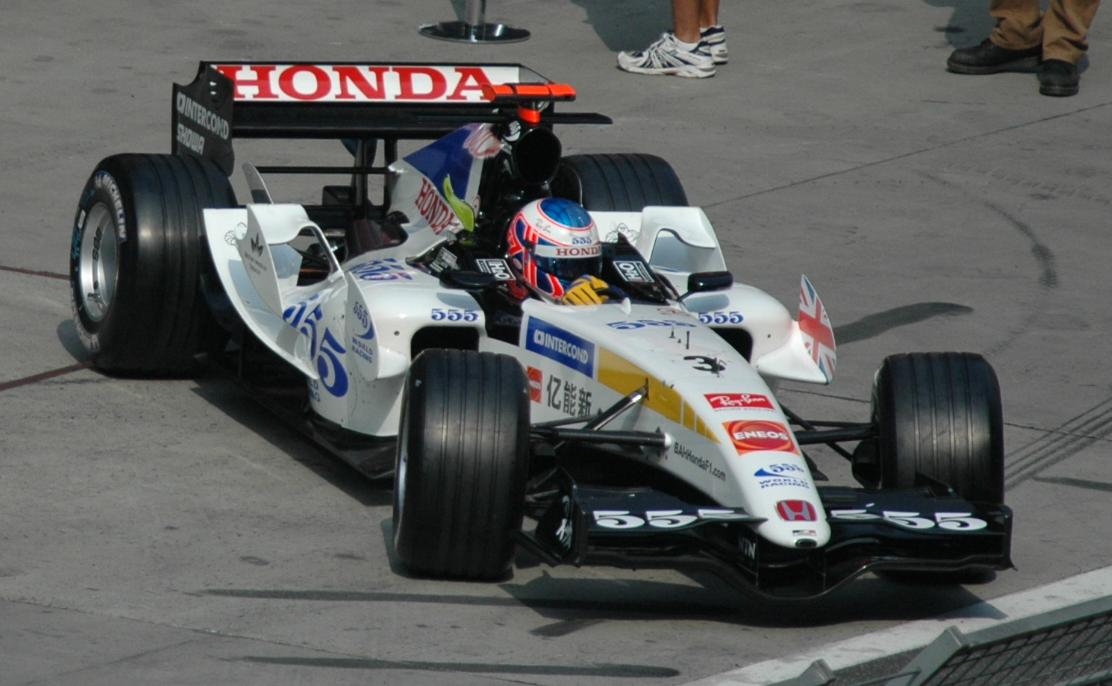
Jenson Button alla guida della sua vettura durante il Gran Premio di Cina: si tratta dell'ultima gara disputata dalla BAR come costruttore indipendente, dato che dalla stagione successiva la struttura anglo-statunitense diventerà interamente di proprietà della Honda, al rientro nel Campionato mondiale di Formula 1 al quale non prendeva parte dal 1968.

Nella gara decisiva per l'assegnazione del titolo costruttori la Renault porta una configurazione aerodinamica particolare per ottenere le velocità di punta e le prestazioni più elevate. La scuderia di Flavio Briatore monopolizza così la prima fila regalando la centesima pole position della storia alla Michelin, che ha confermato la propria superiorità rispetto alle avversarie Bridgestone. Alonso e Fisichella precedono il finlandese, Button, Montoya, Michael Schumacher, alla guida di una Ferrari che non spera certo di condurre una gara da podio, ma considera un possibilissimo obiettivo la probabilità di finire la stagione a punti, Coulthard e Barrichello.
Durante il giro di schieramento Michael Schumacher è protagonista di un incidente con l'olandese della Minardi Christijan Albers, che lo costringe a partire dal fondo dello schieramento usando la vettura di riserva. La Renault diventa campione del mondo costruttori grazie alla vittoria di Alonso, il quale precede la McLaren di Kimi Räikkönen e la Toyota di Ralf Schumacher.
In una gara piuttosto lineare e priva di grossi scossoni, il duplice ingresso della safety car, prima per un detrito in pista e poi per un incidente alla Jordan di Karthikeyan, la cui rimozione ha necessitato di sei giri a causa dell'inesperienza dei commissari di percorso cinesi, ha annullato per ben due volte il vantaggio costruito dal pilota spagnolo, che comunque ha portato al successo la sua vettura.
Montoya, nel corso della gara, ha colpito un tratto di cordolo staccatosi dalla sua sede naturale che gli ha irreparabilmente danneggiato lo pneumatico e la sospensione anteriore destra e pertanto la McLaren ha prudentemente deciso di non far proseguire il pilota colombiano. Giancarlo Fisichella, quarto classificato al traguardo, è stato costretto a cedere il terzo posto a pochi giri dalla fine, in quanto penalizzato con un drive through per via di un presunto rallentamento in pit lane ai danni di alcune vetture che seguivano. A punti anche Klien, Massa, Webber e Button.
Finale disastroso per la Ferrari, in particolare per Michael Schumacher: dopo il controverso episodio prima del via, il pilota tedesco è stato costretto al ritiro a causa di un banale testacoda in regime di safety car, ritirandosi per la sesta volta in stagione. Non è andata meglio a Rubens Barrichello, che ha chiuso la sua avventura con la scuderia italiana in dodicesima posizione. Finisce così la peggiore stagione dal 1996 per la scuderia di Maranello e per l'ex campione del mondo: una sola vittoria ottenuta nel Gran Premio di Indianapolis (non capitava dal 1995, in cui la Ferrari non terminava con una sola vittoria).

## Risultati

### Risultati dei Gran Premi
| Nº | Gran Premio                             | Circuito          | Pole position        | Giro veloce          | Pilota vincitore     | Costruttore vincitore | Resoconto |
| -- | --------------------------------------- | ----------------- | -------------------- | -------------------- | -------------------- | --------------------- | --------- |
| 1  | Gran Premio d'Australia                 | Melbourne         | Giancarlo Fisichella | Fernando Alonso      | Giancarlo Fisichella | Renault               | Resoconto |
| 2  | Gran Premio della Malesia               | Sepang            | Fernando Alonso      | Kimi Räikkönen       | Fernando Alonso      | Renault               | Resoconto |
| 3  | Gran Premio del Bahrain                 | Sakhir            | Fernando Alonso      | Pedro de la Rosa     | Fernando Alonso      | Renault               | Resoconto |
| 4  | Gran Premio di San Marino               | Imola             | Kimi Räikkönen       | Michael Schumacher   | Fernando Alonso      | Renault               | Resoconto |
| 5  | Gran Premio di Spagna                   | Montmeló          | Kimi Räikkönen       | Giancarlo Fisichella | Kimi Räikkönen       | McLaren-Mercedes      | Resoconto |
| 6  | Gran Premio di Monaco                   | Monaco            | Kimi Räikkönen       | Michael Schumacher   | Kimi Räikkönen       | McLaren-Mercedes      | Resoconto |
| 7  | Gran Premio d'Europa                    | Nürburgring       | Nick Heidfeld        | Fernando Alonso      | Fernando Alonso      | Renault               | Resoconto |
| 8  | Gran Premio del Canada                  | Montréal          | Jenson Button        | Kimi Räikkönen       | Kimi Räikkönen       | McLaren-Mercedes      | Resoconto |
| 9  | Gran Premio degli Stati Uniti d'America | Indianapolis      | Jarno Trulli         | Michael Schumacher   | Michael Schumacher   | Ferrari               | Resoconto |
| 10 | Gran Premio di Francia                  | Magny-Cours       | Fernando Alonso      | Kimi Räikkönen       | Fernando Alonso      | Renault               | Resoconto |
| 11 | Gran Premio di Gran Bretagna            | Silverstone       | Fernando Alonso      | Kimi Räikkönen       | Juan Pablo Montoya   | McLaren-Mercedes      | Resoconto |
| 12 | Gran Premio di Germania                 | Hockenheimring    | Kimi Räikkönen       | Kimi Räikkönen       | Fernando Alonso      | Renault               | Resoconto |
| 13 | Gran Premio d'Ungheria                  | Hungaroring       | Michael Schumacher   | Kimi Räikkönen       | Kimi Räikkönen       | McLaren-Mercedes      | Resoconto |
| 14 | Gran Premio di Turchia                  | Istanbul Park     | Kimi Räikkönen       | Juan Pablo Montoya   | Kimi Räikkönen       | McLaren-Mercedes      | Resoconto |
| 15 | Gran Premio d'Italia                    | Monza             | Juan Pablo Montoya   | Kimi Räikkönen       | Juan Pablo Montoya   | McLaren-Mercedes      | Resoconto |
| 16 | Gran Premio del Belgio                  | Spa-Francorchamps | Juan Pablo Montoya   | Ralf Schumacher      | Kimi Räikkönen       | McLaren-Mercedes      | Resoconto |
| 17 | Gran Premio del Brasile                 | San Paolo         | Fernando Alonso      | Kimi Räikkönen       | Juan Pablo Montoya   | McLaren-Mercedes      | Resoconto |
| 18 | Gran Premio del Giappone                | Suzuka            | Ralf Schumacher      | Kimi Räikkönen       | Kimi Räikkönen       | McLaren-Mercedes      | Resoconto |
| 19 | Gran Premio di Cina                     | Shanghai          | Fernando Alonso      | Kimi Räikkönen       | Fernando Alonso      | Renault               | Resoconto |

## Classifiche

### Sistema di punteggio
| Posizione | 1ª | 2ª | 3ª | 4ª | 5ª | 6ª | 7ª | 8ª |
| Punti     | 10 | 8  | 6  | 5  | 4  | 3  | 2  | 1  |

### Classifica piloti
| Pos. | Pilota               |     |     |     |     |     |     |     |     |    |     |     |     |     |     |    |     |     |     |     | Punti |
| ---- | -------------------- | --- | --- | --- | --- | --- | --- | --- | --- | -- | --- | --- | --- | --- | --- | -- | --- | --- | --- | --- | ----- |
| 1    | Fernando Alonso      | 3   | 1   | 1   | 1   | 2   | 4   | 1   | Rit | NP | 1   | 2   | 1   | 11  | 2   | 2  | 2   | 3   | 3   | 1   | 133   |
| 2    | Kimi Räikkönen       | 8   | 9   | 3   | Rit | 1   | 1   | 11* | 1   | NP | 2   | 3   | Rit | 1   | 1   | 4  | 1   | 2   | 1   | 2   | 112   |
| 3    | Michael Schumacher   | Rit | 7   | Rit | 2   | Rit | 7   | 5   | 2   | 1  | 3   | 6   | 5   | 2   | Rit | 10 | Rit | 4   | 7   | Rit | 62    |
| 4    | Juan Pablo Montoya   | 6   | 4   |     |     | 7   | 5   | 7   | SQ  | NP | Rit | 1   | 2   | Rit | 3   | 1  | 14* | 1   | Rit | Rit | 60    |
| 5    | Giancarlo Fisichella | 1   | Rit | Rit | Rit | 5   | 12  | 6   | Rit | NP | 6   | 4   | 4   | 9   | 4   | 3  | Rit | 5   | 2   | 4   | 58    |
| 6    | Ralf Schumacher      | 12  | 5   | 4   | 9   | 4   | 6   | Rit | 6   | SP | 7   | 8   | 6   | 3   | 12  | 6  | 7   | 8   | 8   | 3   | 45    |
| 7    | Jarno Trulli         | 9   | 2   | 2   | 5   | 3   | 10  | 8   | Rit | NP | 5   | 9   | 14* | 4   | 6   | 5  | Rit | 13* | Rit | 15  | 43    |
| 8    | Rubens Barrichello   | 2   | Rit | 9   | Rit | 9   | 8   | 3   | 3   | 2  | 9   | 7   | 10  | 10  | 10  | 12 | 5   | 6   | 11  | 12  | 38    |
| 9    | Jenson Button        | 11* | Rit | Rit | SQ  | ES  | ES  | 10  | Rit | NP | 4   | 5   | 3   | 5   | 5   | 8  | 3   | 7   | 5   | 8   | 37    |
| 10   | Mark Webber          | 5   | Rit | 6   | 7   | 6   | 3   | Rit | 5   | NP | 12  | 11  | NC  | 7   | Rit | 14 | 4   | NC  | 4   | 7   | 36    |
| 11   | Nick Heidfeld        | Rit | 3   | Rit | 6   | 10  | 2   | 2   | Rit | NP | 14  | 12  | 11  | 6   | Rit | SP |     |     |     |     | 28    |
| 12   | David Coulthard      | 4   | 6   | 8   | 11  | 8   | Rit | 4   | 7   | NP | 10  | 13  | 7   | Rit | 7   | 15 | Rit | Rit | 6   | 9   | 24    |
| 13   | Felipe Massa         | 10  | 10  | 7   | 10  | 11* | 9   | 14  | 4   | NP | Rit | 10  | 8   | 14  | Rit | 9  | 10  | 11  | 10  | 6   | 11    |
| 14   | Jacques Villeneuve   | 13  | Rit | 11* | 4   | Rit | 11  | 13  | 9   | NP | 8   | 14  | 15  | Rit | 11  | 11 | 6   | 12  | 12  | 10  | 9     |
| 15   | Christian Klien      | 7   | 8   | NP  |     |     |     |     | 8   | NP | Rit | 15  | 9   | Rit | 8   | 13 | 9   | 9   | 9   | 5   | 9     |
| 16   | Tiago Monteiro       | 16  | 12  | 10  | 13  | 12  | 13  | 15  | 10  | 3  | 13  | 17  | 17  | 13  | 15  | 17 | 8   | Rit | 13  | 11  | 7     |
| 17   | Alexander Wurz       |     |     |     | 3   |     |     |     |     |    |     |     |     |     |     |    |     |     |     |     | 6     |
| 18   | Narain Karthikeyan   | 15  | 11  | Rit | 12  | 13  | Rit | 16  | Rit | 4  | 15  | Rit | 16  | 12  | 14  | 20 | 11  | 15  | 15  | Rit | 5     |
| 19   | Christijan Albers    | Rit | 13  | 13  | Rit | Rit | 14  | 17  | 11  | 5  | Rit | 18  | 13  | NC  | Rit | 19 | 12  | 14  | 16  | 16* | 4     |
| 20   | Pedro de la Rosa     |     |     | 5   |     |     |     |     |     |    |     |     |     |     |     |    |     |     |     |     | 4     |
| 21   | Patrick Friesacher   | 17  | Rit | 12  | Rit | Rit | Rit | 18  | Rit | 6  | Rit | 19  |     |     |     |    |     |     |     |     | 3     |
| 22   | Antônio Pizzonia     |     |     |     |     |     |     |     |     |    |     |     |     |     |     | 7  | 15* | Rit | Rit | 13* | 2     |
| 23   | Takuma Satō          | 14* | SP  | Rit | SQ  | ES  | ES  | 12  | Rit | NP | 11  | 16  | 12  | 8   | 9   | 16 | Rit | 10  | SQ  | Rit | 1     |
| 24   | Vitantonio Liuzzi    |     |     |     | 8   | Rit | Rit | 9   |     |    |     |     |     |     |     |    |     |     |     |     | 1     |
| 25   | Robert Doornbos      |     |     |     |     |     |     |     |     |    |     |     | 18  | Rit | 13  | 18 | 13  | Rit | 14  | 14* | 0     |
| -    | Anthony Davidson     |     | Rit |     |     |     |     |     |     |    |     |     |     |     |     |    |     |     |     |     | 0     |
| -    | Ricardo Zonta        |     |     |     |     |     |     |     |     | NP |     |     |     |     |     |    |     |     |     |     | 0     |
| Pos. | Pilota               |     |     |     |     |     |     |     |     |    |     |     |     |     |     |    |     |     |     |     | Punti |

| Legenda | 1º posto     | 2º posto | 3º posto    | A punti         | Senza punti/Non class.  | Grassetto – Pole position Corsivo – Giro più veloce |
| Legenda | Squalificato | Ritirato | Non partito | Non qualificato | Solo prove/Terzo pilota | Grassetto – Pole position Corsivo – Giro più veloce |

* Indica quei piloti che non hanno terminato la gara ma sono ugualmente classificati avendo coperto, come previsto dal regolamento, almeno il 90% della distanza totale.

### Classifica costruttori
| Pos. | Costruttore      | Pilota        |     |     |     |     |     |     |     |     |    |     |     |     |     |     |    |     |     |     |     | Punti |
| ---- | ---------------- | ------------- | --- | --- | --- | --- | --- | --- | --- | --- | -- | --- | --- | --- | --- | --- | -- | --- | --- | --- | --- | ----- |
| 1    | Renault          | Alonso        | 3   | 1   | 1   | 1   | 2   | 4   | 1   | Rit | NP | 1   | 2   | 1   | 11  | 2   | 2  | 2   | 3   | 3   | 1   | 191   |
| 1    | Renault          | Fisichella    | 1   | Rit | Rit | Rit | 5   | 12  | 6   | Rit | NP | 6   | 4   | 4   | 9   | 4   | 3  | Rit | 5   | 2   | 4   | 191   |
| 2    | McLaren-Mercedes | Räikkönen     | 8   | 9   | 3   | Rit | 1   | 1   | 11  | 1   | NP | 2   | 3   | Rit | 1   | 1   | 4  | 1   | 2   | 1   | 2   | 182   |
| 2    | McLaren-Mercedes | Montoya       | 6   | 4   |     |     | 7   | 5   | 7   | SQ  | NP | Rit | 1   | 2   | Rit | 3   | 1  | 14* | 1   | Rit | Rit | 182   |
| 2    | McLaren-Mercedes | De La Rosa    |     |     | 5   |     |     |     |     |     |    |     |     |     |     |     |    |     |     |     |     | 182   |
| 2    | McLaren-Mercedes | Wurz          |     |     |     | 3   |     |     |     |     |    |     |     |     |     |     |    |     |     |     |     | 182   |
| 3    | Ferrari          | M. Schumacher | Rit | 7   | Rit | 2   | Rit | 7   | 5   | 2   | 1  | 3   | 6   | 5   | 2   | Rit | 10 | Rit | 4   | 7   | Rit | 100   |
| 3    | Ferrari          | Barrichello   | 2   | Rit | 9   | Rit | 9   | 8   | 3   | 3   | 2  | 9   | 7   | 10  | 10  | 10  | 12 | 5   | 6   | 11  | 12  | 100   |
| 4    | Toyota           | Trulli        | 9   | 2   | 2   | 5   | 3   | 10  | 8   | Rit | NP | 5   | 9   | 14* | 4   | 6   | 5  | Rit | 13* | Rit | 15  | 88    |
| 4    | Toyota           | R. Schumacher | 12  | 5   | 4   | 9   | 4   | 6   | Rit | 6   | SP | 7   | 8   | 6   | 3   | 12  | 6  | 7   | 8   | 8   | 3   | 88    |
| 4    | Toyota           | Zonta         |     |     |     |     |     |     |     |     | NP |     |     |     |     |     |    |     |     |     |     | 88    |
| 5    | Williams-BMW     | Webber        | 5   | Rit | 6   | 7   | 6   | 3   | Rit | 5   | NP | 12  | 11  | NC  | 7   | Rit | 14 | 4   | NC  | 4   | 7   | 66    |
| 5    | Williams-BMW     | Heidfeld      | Rit | 3   | Rit | 6   | 10  | 2   | 2   | Rit | NP | 14  | 12  | 11  | 6   | Rit | SP |     |     |     |     | 66    |
| 5    | Williams-BMW     | Pizzonia      |     |     |     |     |     |     |     |     |    |     |     |     |     |     | 7  | 15* | Rit | Rit | 13* | 66    |
| 6    | BAR-Honda        | Button        | 11* | Rit | Rit | SQ  | ES  | ES  | 10  | Rit | NP | 4   | 5   | 3   | 5   | 5   | 8  | 3   | 7   | 5   | 8   | 38    |
| 6    | BAR-Honda        | Satō          | 14* | SP  | Rit | SQ  | ES  | ES  | 12  | Rit | NP | 11  | 16  | 12  | 8   | 9   | 16 | Rit | 10  | SQ  | Rit | 38    |
| 6    | BAR-Honda        | Davidson      |     | Rit |     |     |     |     |     |     |    |     |     |     |     |     |    |     |     |     |     | 38    |
| 7    | RBR-Cosworth     | Coulthard     | 4   | 6   | 8   | 11  | 8   | Rit | 4   | 7   | NP | 10  | 13  | 7   | Rit | 7   | 15 | Rit | Rit | 6   | 9   | 34    |
| 7    | RBR-Cosworth     | Klien         | 7   | 8   | NP  |     |     |     |     | 8   | NP | Rit | 15  | 9   | Rit | 8   | 13 | 9   | 9   | 9   | 5   | 34    |
| 7    | RBR-Cosworth     | Liuzzi        |     |     |     | 8   | Rit | Rit | 9   |     |    |     |     |     |     |     |    |     |     |     |     | 34    |
| 8    | Sauber-Petronas  | Villeneuve    | 13  | Rit | 11* | 4   | Rit | 11  | 13  | 9   | NP | 8   | 14  | 15  | Rit | 11  | 11 | 6   | 12  | 12  | 10  | 20    |
| 8    | Sauber-Petronas  | Massa         | 10  | 10  | 7   | 10  | 11* | 9   | 14  | 4   | NP | Rit | 10  | 8   | 14  | Rit | 9  | 10  | 11  | 10  | 6   | 20    |
| 9    | Jordan-Toyota    | Monteiro      | 16  | 12  | 10  | 13  | 12  | 13  | 15  | 10  | 3  | 13  | 17  | 17  | 13  | 15  | 17 | 8   | Rit | 13  | 11  | 12    |
| 9    | Jordan-Toyota    | Karthikeyan   | 15  | 11  | Rit | 12  | 13  | Rit | 16  | Rit | 4  | 15  | Rit | 16  | 12  | 14  | 20 | 11  | 15  | 15  | Rit | 12    |
| 10   | Minardi-Cosworth | Friesacher    | 17  | Rit | 12  | Rit | Rit | Rit | 18  | Rit | 6  | Rit | 19  |     |     |     |    |     |     |     |     | 7     |
| 10   | Minardi-Cosworth | Doornbos      |     |     |     |     |     |     |     |     |    |     |     | 18  | Rit | 13  | 18 | 13  | Rit | 14  | 14* | 7     |
| 10   | Minardi-Cosworth | Albers        | Rit | 13  | 13  | Rit | Rit | 14  | 17  | 11  | 5  | Rit | 18  | 13  | NC  | Rit | 19 | 12  | 14  | 16  | 16* | 7     |
| Pos. | Costruttore      | Pilota        |     |     |     |     |     |     |     |     |    |     |     |     |     |     |    |     |     |     |     | Punti |

| Legenda | Grassetto – Pole position Corsivo - Giro più veloce | 1º posto                                         | 2º posto                                      | 3º posto                          | A punti                                           | -Senza punti -Non classificato (NC)         | Ritirato (Rit)                  | Squalificato (SQ)   |
| Legenda | Grassetto – Pole position Corsivo - Giro più veloce | -Non qualificato (NQ) -Non pre-qualificato (NPQ) | Disputa solo le prove (SP) -Terzo pilota (TP) | Non prende parte alle prove (NPR) | -Non partito (NP) Infortunato (INF) -Escluso (ES) | Iscritto ma non presente, non arrivato (NA) | Ritirato prima dell'evento (WD) | Gara cancellata (C) |

* Indica quei piloti che non hanno terminato la gara ma sono ugualmente classificati avendo coperto, come previsto dal regolamento, almeno il 90% della distanza totale.

## Statistiche

### Statistiche piloti
| Pos | Pilota               | Costruttore      | Partenze | Vittorie | Podi | Pole | G.veloci | Punti |
| --- | -------------------- | ---------------- | -------- | -------- | ---- | ---- | -------- | ----- |
| 1   | Fernando Alonso      | Renault          | 18       | 7        | 15   | 6    | 2        | 133   |
| 2   | Kimi Räikkönen       | McLaren-Mercedes | 18       | 7        | 12   | 5    | 10       | 112   |
| 3   | Michael Schumacher   | Ferrari          | 19       | 1        | 5    | 1    | 3        | 62    |
| 4   | Juan Pablo Montoya   | McLaren-Mercedes | 16       | 3        | 5    | 2    | 1        | 60    |
| 5   | Giancarlo Fisichella | Renault          | 18       | 1        | 3    | 1    | 1        | 58    |
| 6   | Ralf Schumacher      | Toyota           | 18       | 0        | 2    | 1    | 1        | 45    |
| 7   | Jarno Trulli         | Toyota           | 18       | 0        | 3    | 1    | 0        | 43    |
| 8   | Rubens Barrichello   | Ferrari          | 19       | 0        | 4    | 0    | 0        | 38    |
| 9   | Jenson Button        | BAR-Honda        | 16       | 0        | 2    | 1    | 0        | 37    |
| 10  | Mark Webber          | Williams-BMW     | 18       | 0        | 1    | 0    | 0        | 36    |
| 11  | Nick Heidfeld        | Williams-BMW     | 13       | 0        | 3    | 1    | 0        | 28    |
| 12  | David Coulthard      | RBR-Cosworth     | 18       | 0        | 0    | 0    | 0        | 24    |
| 13  | Felipe Massa         | Sauber-Petronas  | 18       | 0        | 0    | 0    | 0        | 11    |
| 14  | Jacques Villeneuve   | Sauber-Petronas  | 18       | 0        | 0    | 0    | 0        | 9     |
| 15  | Christian Klien      | RBR-Cosworth     | 14       | 0        | 0    | 0    | 0        | 9     |
| 16  | Tiago Monteiro       | Jordan-Toyota    | 19       | 0        | 1    | 0    | 0        | 7     |
| 17  | Alexander Wurz       | McLaren-Mercedes | 1        | 0        | 1    | 0    | 0        | 6     |
| 18  | Narain Karthikeyan   | Jordan-Toyota    | 19       | 0        | 0    | 0    | 0        | 5     |
| 19  | Christijan Albers    | Minardi-Cosworth | 19       | 0        | 0    | 0    | 0        | 4     |
| 20  | Pedro de la Rosa     | McLaren-Mercedes | 1        | 0        | 0    | 0    | 1        | 4     |
| 21  | Patrick Friesacher   | Minardi-Cosworth | 11       | 0        | 0    | 0    | 0        | 3     |
| 22  | Antônio Pizzonia     | Williams-BMW     | 5        | 0        | 0    | 0    | 0        | 2     |
| 23  | Takuma Satō          | BAR-Honda        | 15       | 0        | 0    | 0    | 0        | 1     |
| 24  | Vitantonio Liuzzi    | RBR-Cosworth     | 4        | 0        | 0    | 0    | 0        | 1     |
| 25  | Robert Doornbos      | Minardi-Cosworth | 8        | 0        | 0    | 0    | 0        | 0     |
| —   | Anthony Davidson     | BAR-Honda        | 1        | 0        | 0    | 0    | 0        | 0     |
| —   | Ricardo Zonta        | Toyota           | 0        | 0        | 0    | 0    | 0        | 0     |